# XTC
Gli XTC sono stati un gruppo di rock alternativo inglese formatosi a Swindon nel 1972. Guidato da Andy Partridge e Colin Moulding, membri fondatori e principali compositori dei brani, il gruppo guadagnò una certa popolarità durante l'ascesa del punk e della new wave negli anni settanta, eseguendo in seguito la loro musica con una varietà di stili che spaziavano dai riff angolari di chitarra alla musica pop organizzata in modo elaborato. In parte perché il gruppo non si adattava alle tendenze contemporanee, ottennero solo sporadici successi commerciali nel Regno Unito e negli Stati Uniti d'America, ma attirarono immediatamente un considerevole seguito come cult band. Da allora sono stati riconosciuti come determinanti per la loro influenza sul Britpop e successivamente sul power pop.
Partridge (chitarra, voce) e Moulding (basso, voce) si incontrarono in un bar nei primi anni '70 e successivamente formarono un gruppo che suonava glam rock con il batterista Terry Chambers. Il nome e la formazione della band cambiarono frequentemente, e fu solo nel 1976 che si diedero il nome definitivo di XTC, acronimo di ecstasy. Nel 1977 il gruppo ha debuttato per l'etichetta discografica Virgin Records e, per i successivi cinque anni, viene notato per le sue energiche esibizioni dal vivo. Aspiravano a essere "completamente originali" e si rifiutavano di suonare il punk rock convenzionale, sintetizzando invece influenze da ska, pop degli anni '60, dub music e avanguardia musicale. Partridge, frontman e compositore primario degli XTC, ha insistito sul fatto che la band fosse "palesemente solo musica pop. Eravamo un nuovo gruppo pop. Tutto qui".
Dopo English Settlement del 1982, considerato il loro capolavoro, la band interruppe l'attività concertistica e divenne un progetto in studio incentrato su Partridge, Moulding e il chitarrista Dave Gregory. Hanno continuato a produrre altri notevoli album, tra cui The Big Express (1984), Oranges & Lemons (1989), Nonsuch (1992) e Apple Venus Volume 1 (1999). Uno spin-off del gruppo, i The Dukes of Stratosphear, fu inventato da loro stessi come un'escursione unica nella psichedelia in stile anni '60 con un EP del 1985, 25 O'Clock e un LP del 1987, Psonic Psunspot, ma con l'evolversi della musica degli XTC, le distinzioni tra le due band diminuirono, registrando frequentemente anche con altri pseudonimi. A causa di una cattiva gestione finanziaria, non hanno mai ricevuto una quota degli utili dalle vendite dei dischi, calcolate in diversi milioni di copie nel mondo, né dalle entrate dei tour, costringendoli a una situazione debitoria negli anni ottanta e anni novanta. Nel 1993 citarono in causa la Virgin Records a causa di un contratto discografico iniquo, e poco dopo si allontanarono dall'etichetta.
Gli album più noti degli XTC sono Drums and Wires (1979) e Skylarking (1986) prodotto da Todd Rundgren, con un totale di 10 album e 6 singoli che hanno raggiunto la top 40 del Regno Unito, tra cui Making Plans for Nigel (1979), Sgt. Rock (Is Going to Help Me) (1980) e Senses Working Overtime (1982), quello di maggior successo. Negli Stati Uniti, Mayor of Simpleton (1989) è stato il loro singolo più venduto, mentre suscitò diverse controversie Dear God (1986) per il suo messaggio considerato anti-religioso. Il gruppo ha anche ispirato tribute band, album tributo, convention di fan e fanzine in tutto il Regno Unito, Stati Uniti, Giappone e diverse nazioni europee, tra le quali Germania, Francia e anche l'Italia. Nel 2005 Partridge annunciò che la sua collaborazione creativa con Moulding era cessata, parlando degli XTC al passato. Moulding e Chambers si sono riuniti brevemente come il duo TC&I alla fine del 2010. Partridge e Gregory ancora oggi rimangono musicalmente attivi.

## Storia

### 1972–1982: i primi anni e l'era delle tournée

#### Anni di formazione

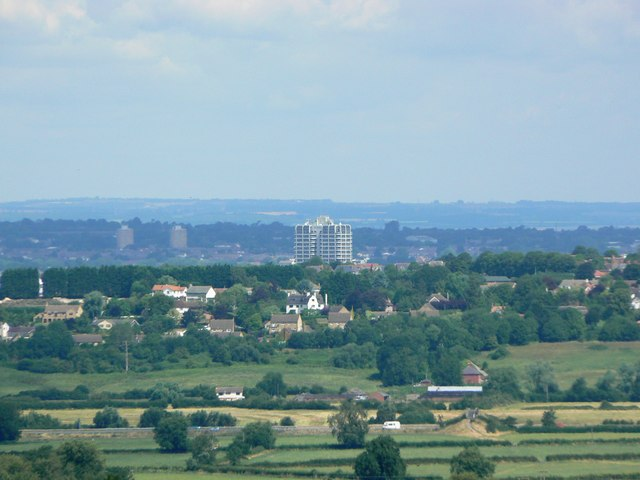
Una veduta di Swindon nel 2007

Andy Partridge e Colin Moulding sono entrambi cresciuti nella tenuta del comune di Penhill a Swindon. Partridge ha scherzosamente definito quella comunità come popolata quasi interamente da persone con difetti fisici, mentali o emotivi. Negli anni '60, era un fan di gruppi pop contemporanei come i Beatles, ma fu intimidito dal processo di apprendimento della chitarra. Quando i Monkees divennero popolari, iniziò ad interessarsi su come unirsi a un gruppo musicale. Ricordava di aver visto il chitarrista locale Dave Gregory esibirsi in canzoni in stile Jimi Hendrix in chiese sconsacrate e locali giovanili: «era una via di mezzo tra Acid e Skiffle. Ho pensato: "Ah, un giorno suonerò la chitarra!" Ma non immaginavo che un giorno sarei entrato nella stessa band di questo ragazzo sul palco.» Alla fine Partridge ottenne una chitarra e si impegnò a suonarla senza un allenamento formale. All'età di 15 anni, nel 1968, scrisse la sua prima canzone, intitolata Please Help Me, ed ebbe il soprannome di "Rocky" per la sua prima padronanza con la chitarra durante l'esecuzione del brano Rocky Raccoon dei Beatles (1968). All'inizio degli anni '70, i suoi gusti musicali erano passati «dai Monkees ad avere una grande abbuffata su questa roba d'avanguardia europea. Mi ci appassionai molto.» Una delle sue prime band si chiamava Stiff Beach, formata nell'agosto 1970. All'inizio del 1972, il gruppo di Partridge, in costante evoluzione, si chiamò "Star Park", e aveva una line-up di quattro elementi che si presentava con il chitarrista Dave Cartner, il batterista Paul Wilson e un bassista soprannominato "Nervous Steve".
Nel 1972, Partridge conobbe più da vicino Dave Gregory, un diabetico che soffriva di attacchi di depressione, mentre lavorava come assistente presso il negozio di dischi Bon Marche di Swindon. Gregory ha interpretato l'album The Inner Mounting Flame (1971) eseguito dalla Mahavishnu Orchestra, che in seguito definì «uno dei momenti di spartiacque della mia educazione musicale». Partridge incontrò Colin Moulding allo Stage Bar di Union Town di Swindon, in seguito noto come Long's. Moulding suonava il basso dal 1970 «perché mi piaceva la musica [e] pensavo che suonare un basso, con quattro corde, sarebbe infinitamente più facile che suonare una chitarra, con sei corde. Era un terribile malinteso!». Alla fine del 1972, Moulding e il batterista Terry Chambers si unirono alla band di Partridge, in sostituzione di "Nervous Steve" e Paul Wilson, e il gruppo fu ribattezzato "Star Park (Mark II)". Altri membri si univano e lasciavano frequentemente il gruppo.

#### Popolarità locale, avvento del punk e contratto discografico
(Andy Partridge durante il remaster della canzone degli XTC This Is Pop?, nel 2007)
Quando gli "Star Park" iniziarono a fare da apripista nei concerti dei Thin Lizzy nel maggio 1973, il gruppo cambiò ben presto nome, ribattezzandosi "Helium Kidz". Le concezioni musicali di Partridge vennero «spazzate via» quando, dopo aver ascoltato i New York Dolls, scoprì il glam rock: «Improvvisamente volevo solo suonare di nuovo tre accordi ed estrarre il trucco e le cose di mia madre». Successivamente scrisse centinaia di canzoni per l'Helium Kidz, e alcuni nastri dimostrativi sono stati inviati alla Decca, che non editò mai quanto vi era inciso. Il NME pubblicò un piccolo profilo sul gruppo, definito «in costante formazione», che consisteva in Partridge, Moulding, Chambers e il chitarrista Dave Cartner, e tra l'altro vi si legge: «Aspirano a realizzare il sogno impossibile di poter gettare un televisore o due fuori dalla finestra di un hotel americano e nessuno che si lamenta». Questa versione del gruppo durò fino al 1975, quando gli Helium Kidz decisero di rinnovarsi e cambiare la loro musica in «canzoni pop di tre minuti che erano veloci e inventive». Gregory in questo frangente fece il provino per la band, ma finì per non unirsi a loro. La sua musicalità era determinata a essere «troppo buona».
Fu deciso che il gruppo cambiasse nuovamente nome. "Dukes of Stratosphear" (che sarà ripreso più avanti) fu preso in considerazione, ma Partridge pensò che fosse troppo "floreale" e "psichedelico". Infine, scelsero il nome definitivo, "XTC", ricavato dall'esclamazione di Jimmy Durante quando scopre l'accordo perduto: "That's it! I'm in ecstasy!", ovvero "Ecco! Sono in estasi!". Il nome venne scelto principalmente per il suo aspetto enfatico nei comunicati alla stampa. Nel frattempo, a causa delle differenze creative con Partridge, il tastierista Jonathan Perkins lasciò il gruppo. Alla ricerca del suo sostituto, Partridge trovò Barry Andrews attraverso un annuncio pubblicitario su un «tastierista che cerca una band». Invece di effettuare un provino formale, i due uscirono a bere insieme. Andrews venne immediatamente assunto. Durante le prove del primo gruppo, Partridge ha ricordato: «Sembrava Jon Lord dei Deep Purple; fuzz box, pedale wah wah, sfumature blues. Ho detto, non devi suonare così, puoi suonare come noi se vuoi. Nella prova seguente, era come un maniaco, come se Miró avesse suonato un organo elettrico. Fantastico». Il dicembre 1976 segnò ufficialmente l'inizio della formazione a quattro classica, composta da Andy Partridge, Colin Moulding, Terry Chambers e Barry Andrews. I componenti si tagliarono i capelli lunghi e, per un certo periodo, indossarono sul palcoscenico abiti denominati "kung-fu mechanic".
Ian Reid, proprietario di un club di Swindon di nome The Affair, era il loro terzo manager e stipulava accordi con il gruppo per esibirsi in locali più famosi come Red Cow ad Hammersmith, The Nashville Rooms e Islington's Hope and Anchor. A quel punto era emerso il movimento punk rock, che aprì una strada per il gruppo in termini di attrattiva per l'etichetta discografica, anche se la band non si adattava necessariamente al dogma punk. Partridge ricordava di aver sentito Anarchy in the U.K. dei Sex Pistols (1976) e si sentirono delusi dalla sua somiglianza con i Monkees o i Ramones: «Quel tipo mi ha spronato a guardare queste cose che pensavo fossero piuttosto nella media». Presto John Peel vide il gruppo esibirsi agli Upstairs di Ronnie Scott e chiese loro di apparire sul suo programma Radio 1 della BBC. Partridge lo ha accreditato come «responsabile per aver ottenuto un contratto discografico [...] non appena abbiamo registrato quella sessione per la BBC, improvvisamente tre o quattro etichette discografiche volevano ingaggiarci». Dopo aver rifiutato CBS, Harvest e Island, i quattro firmano con la Virgin Records.

#### White MusiceGo2
Nell'agosto del 1977, gli XTC realizzarono le loro prime registrazioni in studio pubblicate a livello commerciale rilasciate con il produttore John Leckie ad Abbey Road, che apparve sul loro mini album di debutto, contenente tre brani, 3D EP uscito in ottobre; il singolo ricavato, Science Friction ottenne un discreto successo. Il loro primo disco long-playing, White Music, fu registrato in meno di due settimane e pubblicato nel gennaio 1978. Partridge sintetizzò l'album come "Captain Beefheart incontra gli Archies" avvolto nel retrofuturismo in stile anni '50. Rifletté che l'album era la summa di tutte le influenze musicali che la band aveva inglobato fino a quel momento, inclusi i Beatles, i Sun Ra e gli Atomic Rooster, ma respinse il concetto di canzoni premature "costruite attorno a questo gioco di parole elettriche". White Music raggiunse la posizione numero 38 nella classifica degli album del Regno Unito. Sebbene l'album sia stato ben accolto dalla stampa (Melody Maker, NME, Sounds e Record Mirror pubblicarono recensioni positive), nessuno dei suoi singoli entrò nelle classifiche. Registrarono nuovamente This Is Pop? come singolo d'esordio, mentre il secondo, Statue of Liberty, venne bandito dalla radio della BBC a causa del testo, contenente riferimenti spinti a uno dei più noti simboli americani (la Statua della Libertà), nonché per il verso "I sail beneath his skirt", traducibile pressappoco come "Vado sotto la sua gonna". Ai quattro membri del gruppo venne assegnato uno stipendio settimanale di 25 sterline, e andarono in tournée praticamente ininterrotta per i cinque anni successivi. Il gruppo ha anche fatto apparizioni negli spettacoli televisivi per bambini Tiswas e Magpie, il che significava che occasionalmente, in questi primi tour, avrebbero suonato anche per bambini al di sotto dei sedici anni. Partridge iniziò ad avere grandi soddisfazioni durante queste prime esibizioni, ma in seguito iniziò a distaccarsi dalle esperienze in tour quando gli spettatori crebbero in età, il repertorio della band si arricchì, e l'esperienza di esecuzione divenne più impersonale.

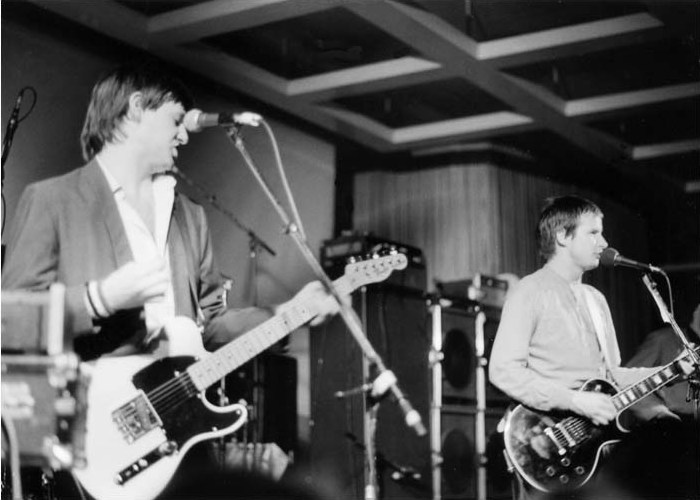
Dave Gregory ed Andy Partridge durante una delle esibizioni dal vivo degli XTC.

Nell'agosto 1978, gli XTC erano pronti a registrare il loro secondo album. La band aveva contattato Brian Eno per produrlo dopo avere appreso che era un loro fan, ma Eno rifiutò dicendo loro che erano abbastanza bravi da produrre se stessi. La stessa Virgin respinse il consiglio di Eno di cambiare studi di registrazione e il gruppo tornò invece ad Abbey Road con John Leckie. Andrews comparve durante le sessioni con diversi brani originali, ma Partridge non le ritenne adatte alla registrazione. Iniziò a portare Moulding e Chambers a bere qualcosa senza invitare Partridge, presumibilmente nel tentativo di prendere il controllo del gruppo. Dopo che la maggior parte delle canzoni di Andrews furono eliminate dall'elenco dei brani finali, il tastierista disse ai giornalisti di avere previsto che il gruppo "si doveva sciogliere abbastanza presto". Go2, un'impresa poco più che sperimentale, è stato pubblicato in ottobre; ebbe recensioni positive e si classificò alla posizione numero 21. Come White Music, venne elogiato in Sounds, Melody Maker e NME. Uno dei brani, Battery Brides (Andy Paints Brian), venne scritto in omaggio a Eno. L'album includeva anche un EP come bonus, Go+, che consisteva in cinque remissaggi in stile della dub music di alcuni loro brani. Degna di nota anche la curiosa copertina, disegnata da Hipgnosis, che presentava una parete testuale che inizia con "Questa è una copertina da record. Questa scrittura è il design...". Considerata una satira del marketing discografico, è stata accolta con grande plauso critico.
Andrews lasciò il gruppo nel dicembre 1978, mentre erano impegnati nel loro primo tour americano, e continuò nel campo musicale col formare la League of Gentlemen con Robert Fripp dei King Crimson. Partridge disse: «Si divertiva a minare quella poca autorità che avevo nel gruppo. Stavamo litigando parecchio. Ma quando se ne andò ho pensato: il suono della band è sparito, questa crema spaziale domina su tutto. E io ho goduto del suo potere cerebrale, del suo schema verbale e mentale». Gli XTC, durante le audizioni per trovare un altro tastierista, attraversarono un processo definito da Partridge «sciocco e senza cuore». Sebbene si dicesse che Thomas Dolby fosse tra i possibili sostituti, Partridge affermò che Dolby non fu mai considerato.
Anziché assumere un tastierista sostitutivo, richiamarono Dave Gregory, che in quel momento faceva parte della cover band "Dean Gabber and his Gaberdines", a unirsi come secondo chitarrista. Partridge ricordò di aver tenuto una "finta audizione" in cui a Gregory fu chiesto di suonare "This Is Pop?", solo per lui, il quale continuava a chiedere se volevano la versione dell'album o la versione singola: «Pensavamo, oh, è un vero musicista. Ma era nella band prima ancora che lo sapesse». Gregory era ansioso di sapere se i fan lo avrebbero accettato come membro, definendosi "l'archetipo del pub rocker" in jeans e capelli lunghi. Ma i fan non se ne risentirono in alcuna maniera del cambiamento avvenuto, poiché negli XTC nessuno venne mai sminuito nel suo valore musicale.

#### Drums and WireseBlack Sea
Gli XTC nel frattempo rimasero impressionati dal lavoro di produzione effettuato da Steve Lillywhite sul debutto degli Ultravox nel 1977, e con The Scream di Siouxsie and The Banshees, e fu contattato per produrre il loro terzo album con un suono di batteria che, secondo le loro intenzioni, avrebbe "mandato fuori di testa" i fan. Con l'ingegnere Hugh Padgham, il gruppo si trasferì nei Townhouse Studios di recente costruzione, "con la sua sala di pietra ormai famosa in tutto il mondo"; Gregory in seguito ha ricordato che Padgham «doveva ancora sviluppare il suo suono caratteristico» iniziando solo allora ad aprire le porte "al loro marchio di fabbrica". In concomitanza con l'arrivo di Gregory, la band registrò Life Begins at the Hop (1979), una composizione di Moulding nello stile della surf music. A quel punto, Moulding «voleva abbandonare la [nostra] strana assurdità e fare un pop più diretto». Fu sorpreso di apprendere che l'etichetta scelse la sua canzone come singolo a discapito di quella composta da Partridge. Al momento della pubblicazione, è stato il primo singolo del gruppo a entrare in classifica, salendo al numero 54 della classifica britannica. Per un certo periodo, la maggior parte dei singoli del gruppo non furono inseriti nei loro album, preferendoli voceversa pubblicarli nei tanti EP che hanno caratterizzato la loro carriera. Moulding ha spiegato che ciò era dovuto a una convenzione del settore ricorrente negli anni '60 e '70 e che quando «volevamo spostare l'uscita degli album più in là, quell'approccio venne spazzato via dall'acqua».
Drums and Wires, pubblicato nell'agosto 1979, è stato chiamato così per la sua enfasi espansiva su chitarre e batteria. Il recensore di AllMusic Chris Woodstra scrisse che l'album «segnava un punto di svolta con una serie di brani più attenuati che riflette una competenza crescente nella composizione. L'energia prodigata senza scopo alcuno dei primi due album viene focalizzata in una dichiarazione coesa con una voce distintiva che mantiene il loro umorismo intelligente, eccentrico gioco di parole e sapore decisamente britannico guidato da ritmi potenti e arrangiamenti angolari, principalmente minimalisti». Il lavoro caratteristico di batteria del suo singolo principale, Making Plans for Nigel, sempre composto da Moulding, è stato un tentativo per invertire i toni della batteria e gli accenti nello stile della copertina dei Devo nella loro celebre cover del brano Satisfaction dei Rolling Stones. La canzone divenne un successo, piazzandosi al numero 17 delle classifiche, e aiutò a spingere l'album al numero 37 nel Regno Unito. Prima di "Nigel", gli XTC avevano faticato a riempire oltre la metà degli spettatori nei posti dei circuiti dei piccoli club in cui suonavano. Successivamente, il singolo è stato messo in programmazione stabile alla radio della BBC, il che ha aiutato il gruppo a ottenere le due prime apparizioni alla celebre Top of the Pops. Nel 2016, Making Plans for Nigel è stato classificato al numero 143 nella lista di Pitchfork delle 200 migliori canzoni degli anni '70, dove è stato descritto come «più tenero e complesso di una semplice tirata contro l'establishment». Quando il tour riprese a novembre, tutte le date andarono rapidamente esaurite. Negli anni seguenti, l'album divenne il più noto della discografia degli XTC e Moulding e Partridge, nel ricordare questo periodo, lo definirono come il vero inizio della carriera del gruppo.

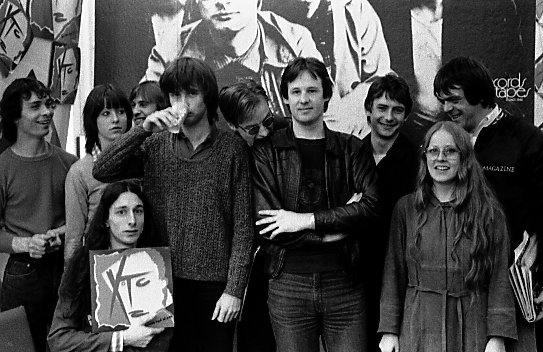
Gli XTC fotografati nel 1980 insieme ai loro fans canadesi. Da sinistra: Colin Moulding (con la tazza), Andy Partridge, Dave Gregory e Terry Chambers.

Per cercare di replicare il grande successo di "Nigel", fino ad allora il loro singolo più venduto, il gruppo pubblicò Wait Till Your Boat Goes Down (1980), una canzone di Partridge stavolta influenzata dal reggae con la produzione di Phil Wainman proveniente dai Bay City Rollers. Nello stesso momento, la Virgin pubblicò Ten Feet Tall di Moulding come primo singolo americano della band. Secondo Gregory, «Moulding iniziò a immaginarsi come lo scrittore dei singoli». In risposta al "polverone causato dalle canzoni di Moulding", Partridge tentò di esercitare una maggiore autorità nel gruppo: "Pensavo di essere un dittatore molto benevolo". Gregory non era d'accordo, ricordando che la band era "piuttosto stanca" e che Partridge "poteva essere un po' un bullo". Partridge a questo punto, senza avvisare gli altri componenti della band, pubblicò un suo progetto secondario, Take Away / The Lure of Salvage all'inizio del 1980; un disco solista che è apparso senza avere molto successo, con la sola eccezione del Giappone, dove è stato salutato come un lavoro di "genio elettronico" e ha superato a livello di vendite tutti gli altri album degli XTC. Dal canto suo, Moulding, a riprova del suo stato di grazia a livello compositivo, decise di muoversi nella direzione opposta e, nell'ottobre 1980, pubblicò un singolo con lo pseudonimo "The Colonel" in duetto con Terry Chambers alla batteria, la divertente Too Many Cooks in The Kitchen.
Il loro quarto lavoro, Black Sea, uscito nel settembre 1980, riunì il gruppo con i produttori Lillywhite e Padgham e venne accolto molto positivamente dalla critica. Tre loro singoli, l'antimilitarista Generals and Majors, dove nel video musicale si registra la presenza come attore dello stesso patron della Virgin Records Richard Branson, la disincantata Towers of London, dove venne usato persino un estintore nelle percussioni, e Sgt. Rock (Is Going to Help Me), basato su un personaggio di un fumetto americano che riflette la passione mai sopita di Partridge per l'argomento, entrano tutti nella classifica del Regno Unito, rispettivamente nelle posizioni 32, 31 e 16. Non mancarono diverse polemiche: Sgt. Rock provoca l'odio delle femministe per una frase controversa del testo, "Keep her stood in line", ossia "tenerla in riga". Partridge in seguito si pentì del brano, definendolo "grossolano ma non piacevolmente grossolano". Respectable Street fu, dopo Statue of Liberty, la seconda loro canzone bandita dalla radio della BBC a causa dei suoi riferimenti all'aborto, alla contraccezione e al "Sony Entertainment Center"; la stessa Sony protestò e, in una versione alternativa del brano, pubblicata in anni successivi in una loro antologia, ottenne che quel verso venisse modificato. Partridge credeva che Black Sea fosse il lavoro più vicino dove il gruppo era arrivato a rappresentare il loro suono dal vivo in studio. Rimane il secondo album britannico in classifica degli XTC, collocandosi al numero 16, e l'album di maggior successo della loro carriera negli Stati Uniti, raggiungendo il numero 41 nella Billboard. Nell'ottobre 1980, il documentario XTC at the Manor, che presentava la band impegnata a fingere di suonare Towers of London, in una sessione di studio, venne trasmesso sul secondo canale della BBC.

#### English Settlemente il crollo nervoso di Partridge

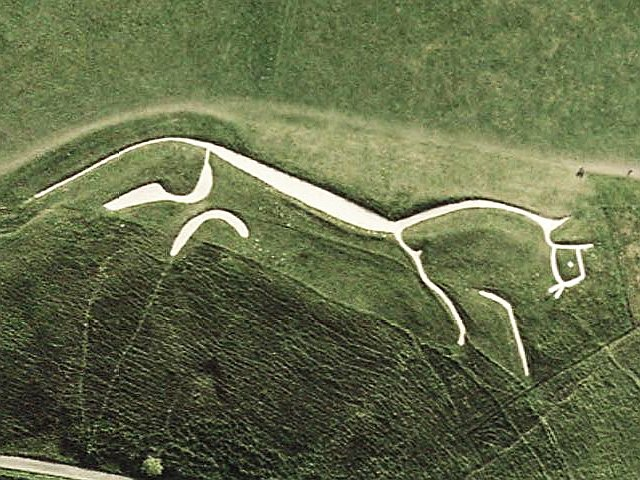
Il Cavallo Bianco di Uffington servì agli XTC da ispirazione per la copertina di English Settlement. Partridge con questo album "voleva muoversi in una direzione più pastorale, più acustica".

Dal 1980 al 1981, gli XTC girarono l'Australia, la Nuova Zelanda e gli Stati Uniti a supporto di Black Sea come spettacolo di apertura dei concerti dei Police. A questo punto, stavano suonando negli stadi dell'arena mentre lo stato mentale di Partridge stava cominciando a deteriorarsi, e chiese di smettere di andare in tournée, ma fu osteggiato dalla Virgin, dai suoi compagni di band e dalla direzione del gruppo. Occasionalmente viveva momenti di perdita di memoria nella misura in cui avrebbe dimenticato chi fosse. L'allora moglie Marianne addebitò la sua malattia dalla sua dipendenza da molto tempo dal Valium, che gli era stato prescritto dall'età di 12 anni. Gettò via le compresse, e nel corso dell'anno successivo sperimentò intensi effetti di astinenza che in seguito descrisse come "fusione del cervello".
Gli XTC, per il loro quinto album, divennero produttori di loro stessi. Fino a questo punto, Partridge aveva insistito sul fatto che ogni parte degli arrangiamenti della band sul disco potesse essere replicata dal vivo. Credeva che «se avessi scritto un album con un suono meno orientato al tour, forse ci sarebbe stata meno pressione sul tour». In quanto tale, la nuova musica mostrava arrangiamenti più complessi e intricati, brani molto più lunghi dei precedenti dove la materia dei testi coprivano questioni sociali più ampie. Gran parte del nuovo materiale presentava anche strumenti acustici. Gregory acquistò una chitarra Rickenbacker a 12 corde e iniziò a contribuire ai dischi come tastierista. Nel febbraio 1982, English Settlement fu pubblicato come primo doppio album del gruppo. Il tema base del singolo principale, Senses Working Overtime, era basato sul "5-4-3-2-1" (1964) di Manfred Mann, ovviamente da loro capovolto nella sequenza "1-2-3-4-5". Sia l'album che il singolo divennero i dischi con le vette più alte di classifica che avessero mai avuto nel Regno Unito, raggiungendo il picco rispettivamente al numero 5 e al numero 10. In diversi territori al di fuori dell'Inghilterra, l'album è stato pubblicato come un singolo LP.
Il gruppo, a sostegno di English Settlement, programmò diverse apparizioni televisive e un tour internazionale. Durante un concerto in diretta a Parigi, il 18 marzo 1982, Partridge venne colto da attacchi di panico e scappò dal palcoscenico. Successivamente, prese un volo di ritorno a Swindon per un trattamento, che equivaleva a ipnoterapia. Descrisse così la sensazione di nausea e dolori di stomaco mentre si esibisce sul palcoscenico: «Il mio corpo e il mio cervello hanno detto: stai odiando questa esperienza, la renderò tremenda per te. Quando salirai sul palco, ti darò attacchi di panico e crampi allo stomaco. Non ti stai divertendo e non hai il cuore di dire a nessuno che non puoi continuare, quindi ti rovinerò». Le date rimanenti del tour della band in Inghilterra vennero cancellate. Dopo essersi ripreso dall'episodio, Partridge si riunì al gruppo per il loro primo tour negli Stati Uniti come esibizione principale. Nella prima tappa la band suonò a San Diego. Gregory disse che durante l'esibizione erano "totalmente incompresi" perché «non suonavamo insieme da due settimane [...] Era ovvio che era malato, ma quello che era esattamente, nessuno lo sapeva".
Il 4 aprile 1982, gli XTC dovevano esibirsi in uno spettacolo da tutto esaurito all'Hollywood Palladium di Los Angeles, ma Partridge si svegliò quella mattina, disse, e "«non riuscivo a scendere dal letto. Le mie gambe non funzionavano. Barcollai fino alla caffetteria di Ben Frank, dove ci eravamo tutti accordati di incontrarci, al rallentatore come se avessi avuto entrambe le gambe in gesso, cercando di non vomitare. Sono entrato lì, e già sapevano cosa stavo per dire». Partridge comunicò ai compagni di non volersi esibire più in pubblico: il tour cessò e lui continuò il suo trattamento di ipnoterapia, temendo che si stesse trasformando nell'archetipo del leader di un gruppo rock bruciato in fretta (come Syd Barrett). «È arrivato al punto in cui, se avessi toccato la maniglia della porta anteriore, avrei voluto vomitare». Per un periodo successivo, si vociferava tra i fan e gli addetti ai lavori che il gruppo avesse cessato di esibirsi perché Partridge era morto, e alcuni gruppi americani misero in scena addirittura spettacoli di tributo agli XTC nel suo ricordo. Ma, da quel momento in poi, il gruppo si dedicò soltanto allo studio di registrazione, concedendo qualche deroga solamente per alcuni spettacoli televisivi e radiofonici.

### 1982-1992: gli anni degli studi di registrazione

#### Problemi finanziari e inizio del contenzioso manageriale
(Andy Partridge, 2000)
La cancellazione del tour americano ebbe conseguenze non solo dal lato musicale, ma anche da quello economico: causò agli XTC un debito di 20.000 sterline e, poiché non erano in grado di registrare nuovo materiale, decisero di riesaminare i loro affari finanziari. Confuso su dove fossero finiti i loro guadagni, il gruppo chiese al manager Ian Reid di aiutare a pagare i debiti contratti, ma Reid si rifiutò, dicendo che loro gli dovevano del denaro. Cercarono di prendere le distanze da Reid rinegoziando il loro contratto con la Virgin e all'etichetta altri sei album da incidere vennero promessi in cambio della copertura dei loro debiti, nonché la garanzia che i successivi controlli di royalty e avanzamento sarebbero stati reindirizzati sul conto di deposito della band. I tassi di royalty erano ancora relativamente bassi, come ha spiegato Paul Kinder, responsabile del settore A&R del gruppo, e avevano «una gestione spaventosa per un certo numero di anni. Di solito, se un manager ha qualche acume negli affari, rinegozierà il contratto per ottenere una royalty migliore. Una casa discografica si aspetta questo, motivo per cui inizialmente mantengono bassi i canoni. Sono solo affari. Nella realtà, nessuno rinegoziò il contratto per gli XTC».
Reid rimase il loro manager fino al gennaio 1983 o, secondo Partridge, un paio di anni dopo. In ogni caso, mantenne legalmente il titolo di manager fino alla fine del decennio. Nell'aprile 1984, il gruppo venne a sapere che era incorso nell'evasione sull'imposta sul valore aggiunto in sospeso e di aver gestito in modo significativo il flusso di entrate. La band gli intentò causa, mentre lui fece altrettanto contro di loro per "commissione non pagata sui diritti d'autore". Alla Virgin fu quindi «richiesto legalmente di congelare i diritti d'autore e gli anticipi e deviare le entrate di pubblicazione in un conto di deposito congelato». Per il decennio successivo, l'intero ricavo della band sarebbe stato investito nel contenzioso continuo. Il gruppo si sostenne principalmente attraverso prestiti a breve termine dalla Virgin e pagamenti di royalty derivati dai passaggi radiofonici dei loro brani. A un certo punto, Moulding e Gregory furono costretti persino a lavorare in un servizio di autonoleggio per arrotondare le entrate. Alla fine Partridge rimase con «circa 300 sterline in banca», disse, «il che è davvero pesante quando hai una famiglia e tutti pensano che tu sia molto ricco e famoso». La consegna del silenzio imposta dalla casa discografica impedirà ai membri del gruppo di parlare pubblicamente delle loro presunte evasioni finanziarie. Secondo Partridge, Reid si rivelò "molto cattivo" e alla fine lasciò il gruppo con circa 300.000 sterline di tasse non pagate.

#### Il passo falso diMummere il calo di popolarità
(Patrick Schabe, giornalista musicale)

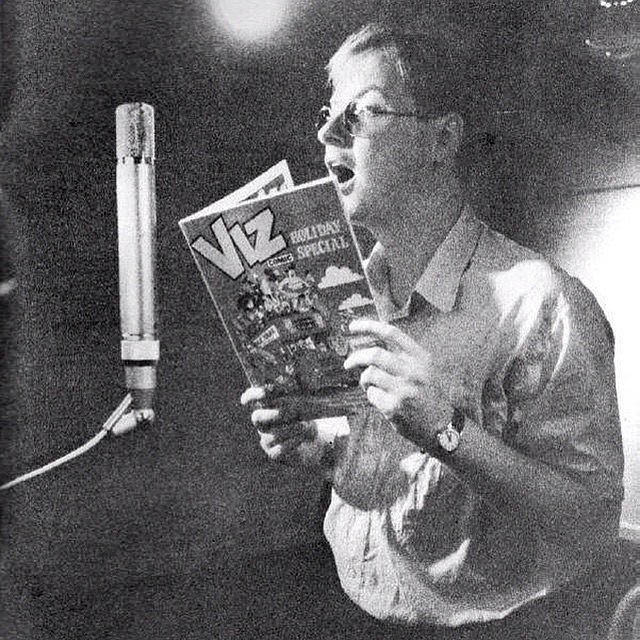
Andy Partridge fotografato in studio di registrazione nel 1988. Il suo rifiuto ad esibirsi dal vivo ha causato tensioni di lunga data con la Virgin Records.

Durante i mesi centrali del 1982, Partridge trascorse il suo tempo in convalescenza e scrivendo canzoni. In seguito ha ipotizzato che l'abbandono dell'uso di Valium gli abbia dato inavvertitamente un nuovo senso di direzione creativa: «Stavo cominciando a pensare più chiaramente e volevo sapere come stavano le cose. Mi stavo ponendo le grandi domande della vita». Nel frattempo, Terry Chambers si trasferì in Australia e iniziò a formare una famiglia. Sentendosi sgomentato dalla decisione di Partridge di non andare in tournée, venne poi convinto a tornare a Swindon per le prove del sesto album in studio che iniziarono nel settembre 1982. A una session di registrazione, Partridge ha ricordato di aver chiesto a Chambers di produrre musica simile a «vasi di argilla minuscoli, ciclici e lusinghieri», e in risposta si sentì definire «un po' fottutamente sclerotizzato». Chambers decise di lasciare definitivamente gli XTC per sposarsi e stare con sua moglie in Australia.
Il batterista Pete Phipps, proveniente dai Glitter Band, venne rapidamente assunto come sostituto temporaneo. Nel frattempo, in mancanza di nuovo materiale, la Virgin pubblicò una raccolta di grandi successi, Waxworks: Some Singles 1977-1982, ma le vendite furono sorprendentemente deludenti. Il nuovo materiale del gruppo venne dapprima respinto dal dirigente della Virgin Jeremy Lascelles, che gli suggerì di scrivere qualcosa di più commerciale. Partridge ricordò: «Mi ha chiesto di comporre qualcosa di più simile ai Police, ma con un sapore più internazionale, un fascino più elementare». Lascelles ha detto che in realtà aveva preso come esempio i Talking Heads, non il gruppo di Sting: «Ad Andy piace interpretarci come maestri di scuola piuttosto severi, ma non abbiamo mai voluto che scendesse a compromessi in qualsiasi cosa in cui credessimo fosse bravo. Qui c'erano cantautori di grande talento e sicuramente possono inventare quella cosa inafferrabile che è un singolo di successo, la nostra psiche».
Dopo aver compiuto un po' di remissaggi e registrato altre canzoni composte in fretta e furia, Mummer, il primo prodotto degli XTC in studio di registrazione nella formazione a quattro composta da Andy Partridge, Colin Moulding, Dave Gregory e Pete Phipps, apparve nell'agosto 1983. La Virgin fece pochissimo per promuovere l'album e ne ritardò l'uscita di diversi mesi. Ne risultò il disco artisticamente meno riuscito della loro carriera: in classifica si piazzò al numero 58, e sino ad allora fu l'album con la posizione più bassa nella classifica. L'unico singolo che ebbe un certo successo fu Love on a Farmboy's Wages, che trovò una significativa programmazione sul primo canale radiofonico della BBC. Ma la magia del doppio album precedente, con quindici brani al limite della perfezione in un costante e miracoloso equilibrio sintattico, era rapidamente svanita: le altre canzoni giudicate all'altezza della loro fama furono soltanto tre (Great Fire, Wonderland e Ladybird), il resto venne dimenticato in fretta. Mummer fu il primo loro album che mostrò chiaramente un certo declino dell'ispirazione compositiva.
Praticamente ogni recensione contemporanea di Mummer accusò la band di non essere entrata in contatto con il clima musicale dell'epoca. La giornalista Serene Dominic ha scritto retrospettivamente che l'album era visto come «qualcosa di deludente al momento dell'uscita [...] Era privo di canzoni sciocche come Sgt. Rock che fino a quel momento erano state la panacea della band e non è uscito fino all'ultima canzone, Funk Pop a Roll. [...] Mummer ha segnato una strana rinascita per gli XTC». Moulding pensava che «quando siamo tornati dall'America dopo il nostro tour interrotto del 1982 [...] gruppi come gli Spandau Ballet si erano fatti notare sulla scena; stavano arrivando nuove realtà musicali e per noi non c'era più posto». Il giornalista di Mojo Chris Ingham riassunse così quel periodo: «In soli diciotto mesi, gli XTC passarono dai dieci migliori successi accolti superlativamente dalla critica all'essere ignorabili, arcani ed eccentrici». Gli rispose Partridge: «Ciascuna persona del Regno Unito pensa che ci siamo lasciati realmente nel 1982, e con ogni probabilità ha ragione».

#### The Big Expresse la svolta psichedelica di25 O'Clock

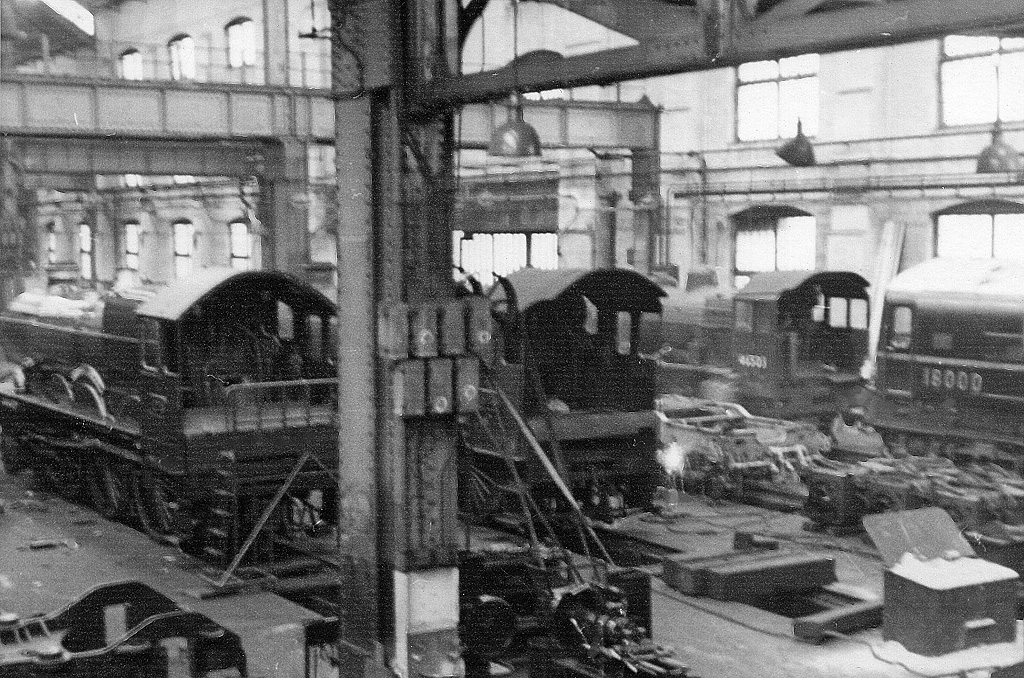
L'imminente chiusura di Swindon Works ha fatto da sfondo all'album The Big Express.

Dopo il relativo insuccesso di Mummer gli XTC, del tutto inaspettatamente, pubblicarono un singolo per il Natale del 1983, Thanks for Christmas in formazione a tre (Partridge, Moulding e Gregory), con lo pseudonimo "Three Wise Men" e firmato dai tre componenti con il nome dei tre Re Magi: Gaspare, Baldassarre e Melchiorre. Venne prodotto da David Lord, proprietario dei Crescent Studios di Bath, e grazie ai lusinghieri risultati ottenuti negoziarono con lui un accordo che permetteva loro di registrare senza limiti di tempo nel suo avveniristico studio i brani del loro prossimo album. Parte del lavoro è stato registrato utilizzando una Linn LM-1 Drum machine, e gran parte del tempo di lavorazione è stata dedicata alla sua programmazione. Partridge immaginò la nuova opera sullo stile "pop industriale" ispirata alla natia Swindon, la "città ferroviaria" per eccellenza della Gran Bretagna, con i membri del gruppo ritratti nel retro della copertina in abiti da lavoro come ferrovieri. Il risultato finale, The Big Express, riportò la band ad un suono più brillante ed energetico, caratterizzato da una estrema sperimentazione in studio e arrangiamenti più densi, creando un modello che avrebbero sviluppato negli album successivi. Partridge ha scherzosamente riferito su alcune parti dell'album come l'unica volta in cui il gruppo è stato ispirato dalla produzione stereotipata sullo stile degli anni '80. The Big Express venne pubblicato nell'ottobre 1984, raggiungendo una posizione in classifica più alta di Mummer (la 38° in Gran Bretagna, mentre negli Stati Uniti raggiunse la 178° nella classifica di Billboard) ma fu "praticamente ignorato" dalla critica. La stessa Virgin investì 33.000 sterline nel video musicale del brano di punta dell'album, la scanzonata All You Pretty Girls, però con scarso effetto, tanto che alla band venne addirittura richiesto di risarcire alla casa discografica l'intera somma investita. Il brano più notevole dell'album era però This World Over, una splendida ballata sul day after postatomico.
Quando Gregory si unì al gruppo nel 1979, Partridge scoprì che entrambi condividevano un entusiasmo di lunga data per il rock psichedelico degli anni '60. Un album di canzoni in quello stile fu immediatamente preso in considerazione, ma il gruppo non riuscì a realizzarlo a causa dei loro obblighi contrattuali nei confronti della Virgin. Nel novembre 1984, un mese dopo l'uscita di The Big Express, Partridge e John Leckie si recarono a Monmouth per produrre l'album Miss America della cantautrice Mary Margaret O'Hara, che aveva recentemente firmato con la Virgin. Partridge e Leckie furono licenziati a causa di controversie e conflitti legati al loro ateismo dichiarato (O'Hara era una cattolica devota). Partridge si sentì ispirato dal brano psichedelico di Nick Nicely del 1982 Hilly Fields 1892 e ideò un progetto discografico per colmare il vuoto creativo d'ispirazione. Le regole erano le seguenti: le canzoni dovevano seguire le convenzioni della psichedelia del 1967 e del 1968; non sono consentite più di due sessions per ogni brano registrato; utilizzare ove possibile strumenti vintage, originali dell'epoca. Dopo aver ricevuto un anticipo di 5.000 sterline dalla scettica Virgin Records, il gruppo registrò in sole due settimane il loro lavoro più sorprendente.
Ribattezzandosi The Dukes of Stratosphear (I Duchi della Stratosfera) il gruppo fittizio consisteva in Andy Partridge e Colin Moulding con Dave Gregory e il fratello batterista Ian Gregory. Ognuno di loro adottò uno pseudonimo per firmare i brani: Partridge come Sir John Johns, Moulding come The Red Curtain, Dave Gregory come Lord Cornelius Plum e il fratello Ian come E.I.E.I. Owen. Durante le sessioni, i quattro si vestìrono con abiti decorati a Paisley_(design) e accesero candele profumate per creare l'atmosfera. Considerandosi «un niente rispetto alle altezze raggiunte dalla band reale», Partridge nel suo sguardo ricordò l'esperienza dei Dukes come «la più divertente che abbiamo mai avuto in studio [...] Non abbiamo mai saputo se avrebbe venduto [...] Non potremmo mai [sovvertire le aspettative di tutti] con gli XTC, poiché c'erano troppi soldi in gioco e ci aspettavamo di essere mentalmente onesti e reali. C'era troppa pressione finanziaria». Pubblicato come una sorta di pesce d'aprile il 1º aprile del 1985, l'album fu presentato come una raccolta perduta di registrazioni di una fantomatica band psichedelica della fine degli anni '60. Quando durante le interviste gli fecero domande sull'album, i componenti degli XTC negarono di avere qualche coinvolgimento. In Inghilterra, il mini-album a sei tracce (tre per lato) vendette il doppio delle copie di The Big Express, anche prima che l'identità dei Dukes fosse resa pubblica. L'album realizzò anche notevoli vendite negli Stati Uniti e contiene omaggi agli Electric Prunes di I Had Too Much to Dream (Last Night) con la title track, ai primi Pink Floyd capitanati da Syd Barrett dell'album d'esordio, The Piper at the Gates of Dawn con Bike Ride to the Moon, sin dal titolo citazione più che esplicita al brano di chiusura dell'album, Bike e agli stralunati Beatles di I Am the Walrus con la notevole The Mole from the Ministry, della quale girarono anche un video opportunatamente mascherati.

#### Skylarkinge il bis psichedelico,Psonic Psunspot
(Michael Azzerad, 1989.)

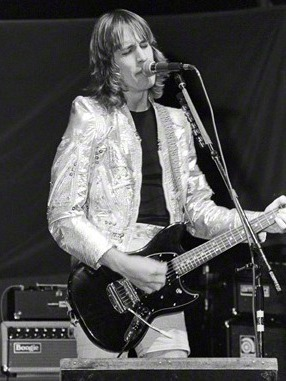
Il produttore di Skylarking, Todd Rundgren in concerto con il gruppo Utopia nel 1978.

Durante una riunione di routine all'inizio del 1986, i dirigenti della Virgin minacciarono di rescindere il contratto con l'etichetta se il loro prossimo album non avesse venduto più di 70 000 copie. Uno dei motivi per cui il gruppo non stava vendendo abbastanza dischi, secondo quanto riferito da Virgin, era che risultavano "troppo britannici". L'etichetta costrinse il gruppo a lavorare con uno dei loro produttori americani selezionati. Quando mostravano un elenco dei loro nomi, non ne riconoscevano nessuno tranne Todd Rundgren. Gregory era un fan della musica di Rundgren, in particolare da quando ha ascoltato l'album Hermit of Mink Hollow del 1978. I suoi compagni del gruppo non avevano familiarità con Rundgren, ma Gregory esortò il gruppo a lavorare con lui: «Ricordai ad Andy che Todd aveva prodotto uno dei suoi dischi preferiti di New York Dolls [New York Dolls, 1973]. In assenza di alternative migliori, accettò». Una volta contattato, Rundgren si offrì di gestire l'intera registrazione dell'album per una somma forfettaria di 150.000 dollari, e la band accettò.
Nel gennaio 1986, Partridge e Moulding spedirono a Rundgren una raccolta di oltre venti nastri dimostrativi che avevano registrato e messo in anticipo dentro un cassetto. Rispetto ai precedenti album degli XTC, gran parte del materiale era in netto contrasto con la sua sensazione di dolcezza, gli arrangiamenti lussureggianti e l'estetica "floreale". Rundgren ebbe l'idea di creare un concept album per amalgamare le "melodie e argomenti pastorali" di Colin e la "poetica scorretta tradotta in inni pop" di Andy. Tra l'altro Rundgren dichiarò: «[...] Il nuovo album potrebbe durare circa un giorno, un anno o una vita [...] Usando la tecnica dei frammenti di lavori, io ho escogitato una sequenza di canzoni e una giustificazione per il loro posizionamento nella track-list definitiva e l'ho portata alla band».
Quando il gruppo arrivò allo studio di registrazione Utopia Sound nello stato di New York, Rundgren ebbe un ruolo importante nella progettazione del suono caratteristico dell'album e nella programmazione della batteria, fornendo loro arrangiamenti per archi e ottoni, nonché un assortimento di strumenti e attrezzature diverse. Tuttavia, le sessioni si rivelarono da subito piene di tensione, specialmente tra lui e Partridge, e sono sorti disaccordi sulle battute di batteria, selezioni di brani e altri dettagli. Partridge paragonò quella lotta di potere a "due Hitler nello stesso bunker". In principio espresse risentimento per i contributi di Rundgren al termine delle sessioni, ma in seguito ha ammorbidito il suo punto di vista e ha elogiato il risultato finale. Rundgren ha detto che, nonostante tutte le difficoltà, l'album «alla fine [...] sembra che ci stessimo divertendo molto a farlo. E a volte ci stavamo divertendo».
Skylarking stazionò una settimana nelle classifiche degli album nel Regno Unito, raggiungendo il numero 90 nel novembre 1986, due settimane dopo la sua uscita. Grass di Moulding venne scelto come singolo principale. Fu emesso esclusivamente nel Regno Unito con il lato B Dear God. Quest'ultimo brano divenne così popolare tra le stazioni radio dei colleges americani che la stessa Geffen Records, la distributrice statunitense del gruppo, fu costretta a inserire il brano nell'album al posto di Mermaid Smiled. Le polemiche divamparono immediatamente a causa del controverso testo della canzone considerato anti-religioso, che hanno ispirato anche alcuni episodi di violenza. In Florida, una stazione radio ricevette la minaccia di farla saltare in aria con una bomba, e a New York, uno studente costrinse un membro della facoltà, sotto la minaccia di un coltello, a suonare il brano sul suo sistema di diffusione sonoro. Tuttavia, il successo commerciale di Dear God ha spinto Skylarking a vendere più di 250 000 copie, innalzando la reputazione del gruppo tra i giovani universitari statunitensi. Negli Stati Uniti, l'album ha trascorso 29 settimane nella classifica di Billboard e ha raggiunto la sua posizione massima del numero 70 nel giugno 1987. Il video musicale di Dear God ha ricevuto il premio come miglior video di Billboard del 1987 ed è stato anche nominato per tre categorie agli MTV Video Music Awards. Skylarking alla fine divenne l'album più noto degli XTC ed è generalmente considerato il loro miglior lavoro dopo English Settlement.
Partridge era riluttante a fare un altro album dei The Dukes of Stratosphear, ma per placare le richieste dei suoi compagni del gruppo e la Virgin Records, venne registrato in poco tempo Psonic Psunspot (1987). Questa volta John Leckie torna come produttore, il budget fu di 10.000 sterline e vennero registrati dieci brani, sempre ammiccanti al rock psichedelico. Ancora una volta con grande sorpresa, il disco dei Dukes superò in vendite nel Regno Unito l'album precedente, Skylarking. Partridge pensava che «fosse un po' sconvolgente pensare che le persone preferissero queste finte personalità alle nostre stesse personalità [...] Ma non mi dispiace perché ci siamo trasformati lentamente nei Dukes nel corso degli anni». Allo stesso modo, Moulding notò che «l'elemento psichedelico veniva maggiormente messo in evidenza nella mescolanza del suono con qualche elemento pop» rispetto a 25 O'Clock. Quando fu pubblicato su CD, i brani di Psonic Psunspot vennero uniti con quelli del mini-LP 25 O'Clock ed ebbe il titolo Chips from the Chocolate Fireball (1987).

#### Oranges & LemonseNonsuch, gli ultimi album per la Virgin

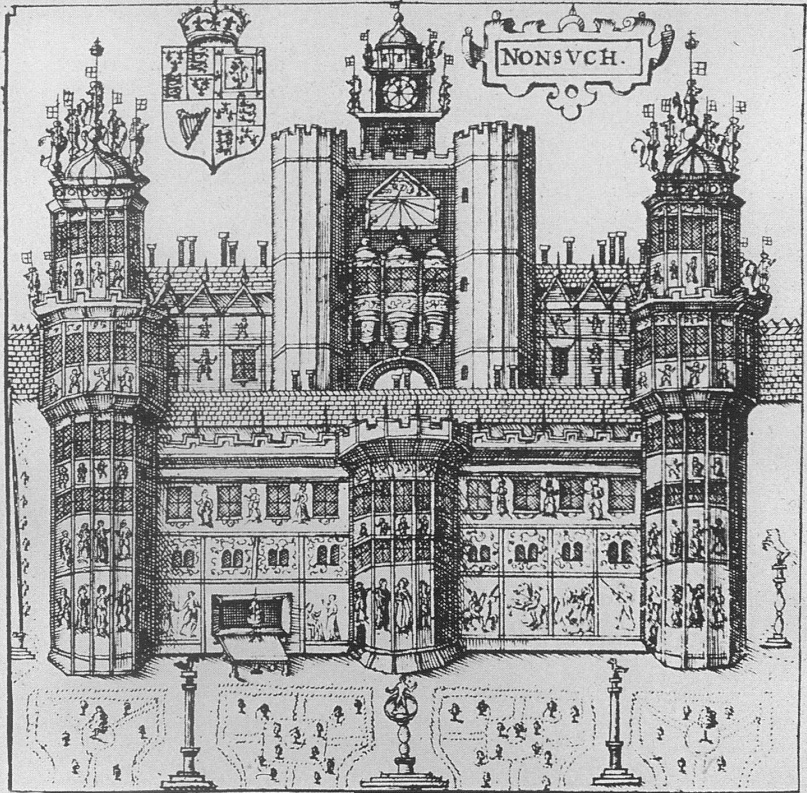
Una mappa del XVII secolo del Nonsuch Palace illustrata dal cartografo John Speed, servì come punto di partenza per la copertina dell'ultimo album per la Virgin Records, Nonsuch.

Per il loro nono album di studio, Oranges & Lemons, gli XTC si recarono a Los Angeles per usufruire di uno studio di registrazione a basso costo arrangiato da Paul Fox, che venne reclutato dalla band per la sua prima produzione discografica. Un altro motivo per registrare negli Stati Uniti con un produttore americano, disse Gregory, era che «l'America era diventato il nostro più grande mercato». L'album fu pubblicato nel febbraio 1989 con musica simile a quella dei Dukes. In una recensione retrospettiva, Nick Reed di The Quietus osserva: «Quasi ogni strumento è mischiato in primo piano; è troppo ben organizzato per essere cacofonico, ma c'è un certo grado di sovraccarico sensoriale, soprattutto data la nuova tendenza della band di suonare i sintetizzatori davanti a noi [...] se questo album ti regge o meno dipende da quanto ti piace il lato chiassoso della band». È diventato l'album con la posizione più alta avuta in classifica dai tempi di English Settlement, salendo al numero 28 nel Regno Unito e al numero 44 negli Stati Uniti. Inoltre, è stato raggiunto da Skylarking per gli album più venduti del gruppo fino ad oggi. Mayor of Simpleton, composto nello stile della jangle pop, raggiunse il numero 46 nel Regno Unito e il numero 72 negli Stati Uniti, rendendolo il loro unico singolo americano in classifica. Un altro singolo estratto dall'album fu King for a Day e, con capricciose inserzioni di musica completamente estranea al loro caratteristico sound come il funk e persino il jazz, la critica si entusiasmò per l'opera e le vendite dell'album, soltanto negli Stati Uniti, raggiunsero le 400 000 copie vendute, confermando lo status di cult band tra i giovani dei colleges americani.
A supporto del secondo doppio album della carriera, gli XTC intrapresero un tour americano radiofonico per chitarra acustica che è durato due settimane a maggio. Gli spettacoli sono stati realizzati senza che i membri del gruppo ricevessero un compenso finanziario. Gregory ha commentato che era uno stile "interessante" di promozione, ma era per contro "un lavoro incredibilmente duro", dato che la band si esibiva in circa quattro stazioni radio al giorno per tre settimane: «Abbiamo anche fatto un set acustico dal vivo per MTV di fronte a un pubblico che preoccupò un po' Andy, ma ci riuscì». Ciò ha ispirato la rete a invitare altri artisti a esibirsi in set ridotti, definendo la serie "scollegata". L'esibizione degli XTC del brano King for a Day alla popolare trasmissione televisiva Late Night with David Letterman ha segnato la prima volta che il gruppo ha suonato davanti a un pubblico dal vivo dopo sette anni. Un tour acustico simile fu programmato per l'Europa, ma venne annullato quando Partridge scoprì che la data di Parigi sarebbe stata trasmessa da un locale di 5.000 posti andato tutto esaurito. Dopo un tentativo fallito di indurre Partridge a tornare regolarmente in tournée, fecero una breve pausa. Partridge ha prodotto And Love for All (1990), il terzo album dei Lilac Time, ed è stato presentatore per uno spettacolo di giochi per bambini ininterrotto chiamato Matchmakers. Dave Gregory ha suonato per Johnny Hates Jazz, Marc Almond e Francesco Messina durante la produzione per Cud. Moulding fu presente a un concerto evento speciale con David Marx and Refugees, una band con base a Swindon che lo ha riunito dopo molto tempo con Barry Andrews. Inoltre, continuarono a incidere su singoli e album sotto alcuni improbabili pseudonimi, tra i quali "Johnny Japes and his Jesticles" per il brano, tra lo scanzonato e il goliardico, Bags of fun with Buster, pubblicato in un singolo promozionale inserito nella rivista umoristica britannica Viz, e una bizzarra apparizione nell'album tributo A Testimonial Dinner: The Songs of XTC, dove eseguono un brano inedito di Moulding originariamente destinato per Oranges & Lemons e in seguito scartato, The Good Things, con il nome "Terry and The Lovemen".
Tarquin Gotch, che ricoprì il ruolo di manager per un breve periodo, ha aiutato la band a raggiungere un accordo legale con Ian Reid nel 1989. Tuttavia, sono stati nuovamente lasciati con un debito a sei zeri. La Virgin Records accumulò abbastanza denaro, destinato ai membri del gruppo, per coprire il proprio debito in cambio della promessa di incidere altri quattro album. Dopo aver scritto più di due dozzine di brani nel 1991, alcune difficoltà hanno prolungato l'inizio delle sessioni di registrazione per il prossimo album. Inizialmente, la band ha avuto problemi con il direttore musicale dei Virgin, che, dopo aver sentito le canzoni, era convinto che la band "potesse fare di meglio" e ha chiesto loro di scrivere altro materiale. Con il gruppo al lavoro sul nuovo materiale, il direttore musicale lasciò l'etichetta un anno dopo, e al suo sostituto il contenuto dei brani piacque, incoraggiandoli a registrare in fretta l'album. Gus Dudgeon lo ha prodotto, anche se Partridge ha ritenuto che fosse la scelta sbagliata, e Dave Mattacks della Fairport Convention è stato reclutato come batterista.
Nonsuch, l'ultimo album per la Virgin, fu acclamato dalla critica al pari del precedente album quando uscì nell'aprile 1992, e come Oranges & Lemons, raggiunse il numero 28 nel Regno Unito, diventando il loro secondo Top 40 consecutivo e anche quello finale. Michael Azerrad di Rolling Stone scrisse: «Enfatizzando la meraviglia e l'arguzia in opposizione alla rabbia della maggior parte del rock universitario, gli XTC producono musica alternativa per le persone a cui non piace la musica alternativa». Il singolo principale, The Disappointed raggiunse la posizione numero 33 nel Regno Unito ed è stato nominato per un Ivor Novello Award. Il suo seguito, The Ballad of Peter Pumpkinhead raggiunse il numero 71. Wrapped in Grey era previsto come terzo singolo e furono stampate circa 5 000 copie prima di essere ritirate dalla vendita. Partridge ricordava di aver pensato «tutto qui, hanno soffocato uno dei nostri figli nel lettino, hanno ucciso l'album, fondamentalmente per ignoranza». Nel 1993, l'album è stato nominato per un Grammy Award come migliore album di musica alternativa, ma perse il confronto con Bone Machine di Tom Waits.

### 1993-oggi: controversie legali, ritorno e separazione

#### I cinque anni di sciopero
Nel 1993, Partridge concepì un progetto del nuovo album degli XTC che doveva seguire Nonsuch alla stregua di un lavoro di canzoni pop sullo stile della bubblegum music dei primi anni '70 nel quale loro, come avvenne per i Dukes, si trasformavano in una band fantomatica che proponeva una raccolta retrospettiva di dodici gruppi diversi. I testi inoltre erano esplicitamente sessuali, con titoli come Lolly (Suck It and See) e Visit to the Doctor. Partridge ricorda di aver suonato alcune demo per gli emissari della Virgin e ha confrontato la loro reazione alla visione dello spettacolo "Springtime for Hitler" del film Per favore, non toccate le vecchiette (The Producers) del 1967. L'etichetta respinse la sua idea e contemporaneamente negò la sua richiesta di rinegoziare o revocare il loro contratto. Paul Kinder credeva che l'etichetta e il gruppo fossero «arrivati a un punto di non ritorno» e che «il contratto era così vecchio che arrivò al punto in cui Andy coltivava pretese impossibili e la Virgin non fosse disposta a concedere alcunché». Ad ogni buon conto, la casa discografica non rimase con le mani in mano: con l'avvento del CD nei primi anni '90 iniziò a pubblicare gli album degli XTC nel nuovo formato con in aggiunta a ogni singolo lavoro brani ricavati dai singoli non pubblicati sugli album, riservando le rarità, le versioni demo e alternative nell'antologia Rag & Bone Buffet: Rare Cuts & Leftovers. Successivamente, la Virgin pubblicò altre due antologie, Upsy Daisy Assortment: The Sweetest Hits, pensato per il mercato americano, e Fossil Fuel: The XTC Singles 1977-1992, destinato ai mercati europei e giapponesi.
Si scoprì una clausola del contratto che stabiliva che qualunque nuovo brano registrato dalla band sarebbe stato automaticamente di proprietà della Virgin, e così il gruppo mise in atto un'azione di sciopero contro l'etichetta. Nello stesso momento, anche Prince e George Michael scesero in stato di agitazione contro le loro rispettive etichette, fatto questo che è stato pubblicizzato in maniera più notevole rispetto a quello degli XTC, che ricevettero scarsa attenzione. Nel frattempo, Partridge produsse l'album del 1993 di Martin Newell The Greatest Living Englishman e le prime sessioni per il secondo album dei Blur. «Pensavo di fare un ottimo lavoro, ma il giorno dopo, David Balfe dei Teardrop Explodes disse: Francamente, Andy, questa è una boiata». Sorsero altre complicazioni, con alcuni ulteriori problemi di salute mentre sua moglie Marianne fece richiesta di divorzio da lui.
Nel 1997 (alcune fonti le riportano alla fine del 1994), gli XTC si liberano definitivamente dal debito finanziario e dalla Virgin Records dopo «aver fatto alcune pesanti concessioni». Partridge ha immaginato che i dirigenti dell'etichetta «si siano incontrati nel buio e hanno pensato: questi tipi non si guadagnano da vivere. Li abbiamo avuti in tutti questi anni e abbiamo il loro catalogo e il copyright delle loro canzoni per sempre e noi li abbiamo ricuciti davvero bene con un affare marcio, quindi, forse dovremmo lasciarli andare. Mi piace pensare che sia stata una colpa». Una delle prime nuove registrazioni del gruppo da quando lo sciopero è stato proclamato fu, nel 1995, l'apparizione con il nome fittizio di "Terry and The Lovemen" in un album tributo. Nel 1998, sono state pubblicate le "Song Stories", una panoramica delle canzoni della band curata dalla giornalista e amica di lunga data Neville Farmer. Partridge prese in seguito le distanze dalla Farmer sostenendo che il libro è stato mal curato e la giornalista «ha usato le citazioni più folli».

#### Il rientro:Apple VenuseWasp Star
(Paul Morrish, The Independent, 1999.)
Alla fine del 1997, Partridge e Moulding avevano accumulato una grande scorta di materiale. Le canzoni del primo album prodotto indipendentemente erano un'elaborazione dello stile più orchestrale che era iniziato a svilupparsi con i brani del precedente album Nonsuch "Omnibus", "Wrapped in Grey" e "Rook". Moulding ritenne che "qualcosa di un po' diverso" fosse appropriato per la band in questo momento, e ha condiviso il desiderio di Partridge di un lavoro coeso simile a colonne sonore come My Fair Lady e "cose che Burt Bacharach ha scritto per vari [film]". Partridge pensava che le nuove canzoni fossero "alcune delle cose migliori, se non le migliori, di sempre. È ancora più intensamente appassionato di prima."
Il gruppo scelse di dividere l'album in due parti: una di brani rock e l'altra di brani orchestrali e acustici arricchiti da una orchestra composta da quaranta elementi. Hanno trovato un'etichetta, la Cooking Vinyl, e un produttore, Haydn Bendall, che aveva progettato l'EP di debutto degli XTC nel 1977, 3D EP con una esperienza significativa nella registrazione orchestrale. Prairie Prince, che ha suonato su Skylarking, è tornato per le sessioni. Presto divenne chiaro che la band non aveva i fondi per registrare tutto il materiale che avevano. Gregory, Moulding e Bendall volevano ridurre il progetto a un disco, ma Partridge insistette per diffonderlo su due LP. Fu deciso di pubblicare un album con le porzioni orchestrali ("volume 1") e di lasciare le canzoni rock per il loro seguito ("volume 2"). È stata prenotata una sessione ad Abbey Road, ma la registrazione è stata affrettata, della durata di un giorno, e ha dovuto essere modificata continuamente nei tre mesi seguenti.
Come se non bastasse, Dave Gregory lasciò la band durante le sessioni di registrazione a causa di problemi personali e discordie con i suoi compagni. Partridge disse ai giornalisti che Gregory se ne andò perché voleva terminare rapidamente la registrazione del materiale orchestrale per passare subito al secondo progetto, che sarebbe consistito in canzoni rock sui quali poteva fornire un maggiore contributo. Ha attribuito la frustrazione di Gregory agli sbalzi d'umore dovuti al diabete, come ha fatto Moulding. Gregory, dal canto suo, negò che il suo abbandono riguardasse le "differenze musicali" e che si trattasse di più "problemi personali" relativi al rapporto con Partridge.
Pubblicato nel febbraio del 1999, Apple Venus Volume 1 è stato accolto con grande successo di critica ma le vendite furono moderate. Aveva una promozione minima. Confrontando l'album con il lavoro precedente del gruppo, il recensore di Pitchfork Zach Hooker scrisse: "Apple Venus li trova riprendendo praticamente da dove erano stati interrotti. O forse anche un po' prima di interrompersi: questo disco colma il divario tra le ambiziose Oranges & Lemons e lo Skylarking pastorale ... La musica è costruita su basi semplici, ma i rapporti tra queste basi diventano tremendamente complessi." Al contrario, l'album controparte, Wasp Star (Apple Venus Volume 2) (2000), costituito da molto materiale basato sulla chitarra rock, è stato considerato come uno degli album "più deboli" della band. Al momento della pubblicazione, il suo picco nella classifica britannica era più alto del Volume 1, al numero 40 nel Regno Unito, mentre negli Stati Uniti era più basso, al numero 108. Partridge credeva che alcune parti dell'album fossero notevoli quando "la pendenza [artistica] ha iniziato a scendere".

#### Fuzzy Warblese disintegrazione del sodalizio
Dopo Wasp Star, Partridge e Moulding, unici proprietari dei brani degli ultimi due album, fondano un proprio studio di registrazione, denominato "The Shed", e una loro etichetta, la Idea Records. Il materiale appena registrato del gruppo venne pubblicato in diverse forme. Dapprima vengono pubblicate le versioni demo dei due lavori, intitolati Homespun: The Apple Venus Volume One Home Demos per il primo album e Homegrown, per il secondo album. Quindi escono le versioni karaoke senza le parti vocali, intitolate Instruvenus per il primo album e Waspstrumental per il secondo. Inoltre avvenne un fatto nuovo: nel 2001 Partridge, completando la lunga e annosa battaglia legale con la Virgin Records, acquisì i diritti di utilizzo dei master originali degli album storici: fondata la Ape Records, nuova personale etichetta, ne curò le rimasterizzazioni pubblicandole su album in vinile a 180 grammi a tiratura limitata; il risultato fu che queste ristampe rimasterizzate sono diventati rarità collezionistiche di maggior valore rispetto alle stampe originali per la Virgin. Per l'album Skylarking Partridge utilizzò persino la copertina originale, in un primo momento censurata dalla casa discografica e sostituita con un'altra.
Nel 2002 i maggiori successi vennero inclusi in quattro dischi e le rarità furono raccolte nel cofanetto Coat of Many Cupboards che includeva l'inedito Didn't Hurt a Bit, una registrazione effettuata durante le sessions di Nonsuch. Persino i "The Dukes of Stratosphear" - in formazione originale con i fratelli Dave e Ian Gregory - si riunirono eccezionalmente per registrare il singolo di beneficenza Open a Can (of Human Beans) (2003). Un altro cofanetto di dischi, Apple Box (2005), che raccoglieva Apple Venus Volume 1, Wasp Star: Apple Venus Volume 2, Homespun e Homegrown includeva due brani inediti: Spiral, scritto da Partridge e Say It, composto da Moulding. Queste canzoni erano disponibili per gli acquirenti del cofanetto solamente in formato digitale, con l'utilizzo di uno speciale codice download. A questi è seguito un altro brano in esclusiva digitale, Where Did the Ordinary People Go? di Moulding, pubblicato nel dicembre 2005. Per finire, esce poi un altro cofanetto a tiratura limitata dal titolo Apple Vinyls nel quale gli stessi brani sono ripubblicati in tredici 45 giri, ognuno con la sua copertina.
Dal 2002 al 2006, Partridge ha pubblicato otto volumi della serie dei Fuzzy Warbles, dedicato alle demo inedite da solista, includendovi addirittura i jingle radiofonici. Quelle pubblicazioni erano inizialmente collegate al progetto, ma alla fine concluse: "Non lo avrei trovato molto stimolante. Forse un paio di volumi sarebbero stati ok, o solo uno. Ma [Andy] ne voleva fare dodici, che in un certo senso mi ha un po' sollevato. Avevamo un po' di discussioni al riguardo." Partridge ha affermato che l'impulso per avviare il progetto era la proliferazione di svariati acquisitori di bootleg che rilasciavano copie di bassa qualità del materiale e che il set di Fuzzy Warbles gli ha fatto guadagnare più soldi dell'intero storico catalogo degli XTC su Virgin. Inoltre non pensava più che gli XTC fossero ancora un gruppo: "È diventato un marchio. È più elettrizzante che mai. Io e Colin siamo due egoisti di mezza età che fanno la musica che sappiamo fare".
Nel 2006, Partridge ha registrato un album, Monstrance, con Barry Andrews e il batterista Martyn Barker. Durante una delle sessioni, alcuni dei suoi nastri furono distrutti a seguito di un incidente nello studio, che gli causò lo sviluppo di acufene grave e permanente. Verso la fine dell'anno, disse a un intervistatore che recentemente Moulding ("un paio di mesi fa") ha perso interesse per la composizione, l'esecuzione e persino l'ascolto della musica. Rimase fiducioso che la situazione fosse temporanea e assicurò che "non avevano ucciso la testa dell'XTC. Voglio dire, abbiamo ancora la testa congelata criogenicamente ... Non va bene fare un disco e chiamarlo XTC, certamente, se Colin non è coinvolto. " A novembre, ha dichiarato di essere stato costretto a considerare il gruppo "al passato", senza alcuna probabilità di un nuovo progetto a meno che Moulding non dovesse cambiare idea. Mesi dopo, Partridge ha dichiarato che Moulding si era spostato d'abitazione e ha cambiato il suo numero di telefono, ponendo fine effettivamente a tutti i contatti tra i due e riducendo la loro corrispondenza alle e-mail scambiate tramite il loro manager per discutere della divisione dei beni della band. Partridge ha anche affermato che lui e Dave Gregory - i loro contrasti erano stati nel frattempo appianati - avevano preso in considerazione di lavorare di nuovo insieme.
Nel luglio 2008, Partridge scrisse a un giornalista di Swindon che credeva che la sua "collaborazione musicale con Coulin Moulding fosse finita. Abbiamo ragioni troppo personali e varie per parlarne qui, ma abbiamo fatto una buona carriera come si suol dire e prodotto alcuni buoni lavori. No, non lavorerò con lui in futuro." A dicembre 2008, Moulding è riemerso per un'intervista radiofonica dal vivo in cui ha confermato la sua recente delusione per la musica, ma ha rivelato che stava pensando di lavorare da solo a nuovo materiale. Le sue motivazioni date per la rottura sono state la discordia finanziaria, il disaccordo sull'entità del progetto Fuzzy Warbles e un "cambio di mentalità" tra lui e Partridge. Ha anche affermato che lui e Partridge stavano ancora una volta comunicando direttamente via e-mail.

#### Progetti di rientro e l'esperienza TC&I
(Colin Moulding, 2018)
A livello legale, gli XTC non si sciolsero. A partire dal 2014, il gruppo esiste ancora come marchio controllato da Partridge e Moulding. Nel corso del 2010, alcuni album selezionati dal catalogo della band sono stati ristampati come pacchetti deluxe incentrati su nuovi missaggi stereo e audio surround curati da Steven Wilson. Partridge ha affermato di non «insistere su alcun nuovo remastering in Surround 5.1 o alcuna confusione con gli XTC» e che il suo coinvolgimento con i missaggi di Wilson arriva solo fino all'autorizzazione. L'account Twitter XTC ufficiale (@xtcfans) era originariamente gestito dallo scrittore Todd Bernhardt. Secondo Partridge, dopo un po' di tempo, «In un certo senso l'ho preso in consegna, perché ho pensato che fosse strano che ci fosse un'altra persona in viaggio». Nel 2016, Partridge e Bernhardt hanno pubblicato un libro, Complicated Game: Inside the Songs of XTC, che contiene conversazioni tra i due inerente 29 brani degli XTC, una traccia solista di Partridge e una panoramica del suo approccio al lavoro compositivo. È stato pubblicato in Gran Bretagna dalla Jawbone Press e in Italia è ancora inedito.
Fino al 2016, Moulding è rimasto in gran parte inattivo come musicista. Nell'ottobre 2017, lui e Terry Chambers hanno pubblicato un EP di quattro canzoni, Great Aspirations, accreditandolo come "TC&I", iniziali significanti "Terry Chambers & Io", riferito a Moulding. La sua uscita coincise con la trasmissione di un documentario televisivo sulla carriera della band, XTC: This Is Pop, presentato in anteprima inglese su Sky Arts il 7 ottobre 2017. Il documentario presentava interviste inedite con i quattro componenti storici, Partridge, Gregory, Moulding e Chambers. Moulding ha elogiato il film e ha commentato la possibilità di una vera e propria reunion del gruppo: «Molti dicono mai dire mai, no? Sembrerebbe improbabile, mettiamola così». Nel gennaio 2018, Partridge raggela le aspettative dei fans sostenendo che il gruppo «non avrebbe registrato di nuovo insieme». Dal 29 ottobre al 1º novembre 2018, il duo TC&I ha eseguito quattro spettacoli da tutto esaurito allo Swindon's Art's Center, nella Città Vecchia. Era la prima volta che Moulding e Chambers suonavano in un concerto dal vivo da diversi decenni. Nel gennaio 2019, una dichiarazione rilasciata attraverso i social ha annunciato lo scioglimento del duo TC&I; Moulding ha deciso di sospendere la sua carriera musicale per trascorrere più tempo con la sua famiglia.

## Stile musicale e sviluppo

### Dinamiche del gruppo

#### Partridge e Moulding
(Dave Gregory, 2007)
I principali compositori degli XTC erano il chitarrista Andy Partridge e il bassista Colin Moulding. Partridge, che ha scritto la maggior parte delle loro canzoni, era il frontman del gruppo e il leader de facto. Ha indirizzato l'immagine della band, disegnato molte delle loro copertine dei dischi e gestito la maggior parte delle loro interviste. Il suo coinvolgimento nelle copertine dei dischi del gruppo è derivato dalla sua delusione per la copertina del singolo Statue of Liberty, che raffigurava una foto scarsamente ritagliata della statua e il logo della band in rosso. Hanno avuto minore successo i suoi tentativi di coinvolgimento nei loro video musicali, come ha detto la donna responsabile del dipartimento video della Virgin che ha rimproverato tutte le sue idee, alcune delle quali sono state adottate in tempi seguenti in video pluripremiati.
Partridge e Moulding non hanno scritto insieme i brani. Della loro collaborazione, Moulding dichiarò nel 1992: «C'è molta libertà di fare ciò che ognuno di noi ama con le canzoni dell'altro, tuttavia [...] ogni persona mette le sue piccole impronte su di loro.» Hanno collaborato agli arrangiamenti, con «trombe e armonie, quel genere di cose.» Ha anche elogiato Partridge come «un vero uomo di idee, e io amo le buone idee. Non è difficile contribuire con parti di basso quando hai canzoni così belle da contribuire a sviluppare.»
Discutendo le canzoni di Moulding, Partridge disse che pochi suoi brani erano inclusi negli album degli XTC perché Moulding non era uno scrittore prolifico. Gregory disse che tutte le canzoni proposte da Moulding sarebbero state registrate per preservare la democrazia nella band, e «occasionalmente a scapito di alcune delle offerte spesso superiori di Andy. Questo non andava sempre bene, sia con Andy che con la band, ma Colin aveva alcune melodie molto energiche e un suono più dolce alla sua voce che fece una gradita digressione quando ascoltò un album nel suo insieme.» Partridge sostenne che le canzoni di Moulding inizialmente «uscivano come strane imitazioni di ciò che stavo facendo», ma al tempo di Drums and Wires, «iniziò davvero a decollare come cantautore.» Era più colpito dalle offerte di Moulding per Skylarking, che includeva la più alta percentuale di canzoni di Moulding che per qualsiasi altro album degli XTC. A proposito del modo di suonare il basso di Moulding, Partridge ha elogiato la sua tendenza "vecchio stile" di abbinare le note allo strumento.
In Song Stories, Neville Farmer commenta che Partridge «è il capo, irregolare ma ostinato [e] gestisce la band attraverso l'istinto», mentre Moulding «è la voce della calma [...] una contrapposizione per il lato radicale di Andy.» Riguardo al lato musicale, il giornalista Peter Paphides sentiva che le personalità dei compositori «non potevano sembrare più diversi», con Moulding «flemmatico, timido e straziantemente bello» e Partridge un «abbandono della scuola d'arte [...] teso, dominante ed estroverso.» Secondo Moulding, Partridge in genere fungeva anche da "produttore esecutivo" per gli album minando spesso l'autorità del produttore accreditato. I loro approcci discografici differivano dal fatto che a volte Moulding preferiva spettacoli spontanei o imperfetti, mentre il metodo di lavoro di Partridge consisteva nel perfezionare un brano attraverso riprese ripetute del tema principale. Di tanto in tanto la band ha assunto il termine "Andy-ness" per descrivere le indulgenze in studio di Partridge. Nonostante ciò, raramente si sono trovati gravati da gravi divergenze creative. Nel 1997, Moulding definì una disputa sul suono del basso in Skylarking la «sola vera discussione» tra lui e Partridge nella storia della band.

#### Andrews, Gregory e i batteristi
Barry Andrews, il tastierista degli XTC per i primi due album, è emerso come terzo compositore solista nel secondo album del gruppo, Go2. Tuttavia, ha lasciato la band poco dopo. Il suo sostituto, il chitarrista Dave Gregory, non ha contribuito componendo canzoni, ma è stato l'unico componente del gruppo esperto sulle tecniche di registrazione e spesso ha contribuito agli arrangiamenti orchestrali. Moulding ha detto che quando Andrews era nella band, Partridge non aveva «nessun tipo di nastro» con cui lavorare, dato che entrambi i musicisti erano attratti da armonie dissonanti: «[Andy] amava il vero tipo di chitarra angolare, appuntita, che spingeva verso l'alto [...] se uno è angolare, l'altro deve in qualche modo raddrizzarlo [...] Quindi quando è arrivato Dave, ed era un giocatore molto più dritto, penso che abbia avuto più senso, credo.» A partire dal 1982, con English Settlement, Gregory estese il suo talento anche alle tastiere, poiché Partrige e Moulding non erano abili in quegli strumenti.
Gregory non ha mai presentato un'idea completamente sua per un brano del gruppo, in parte perché si è sentito intimidito dal controllo di Partridge. Dato che «non poteva continuare a macinare vecchi cliché blues e accordi di potere», decise di «pensare più in termini di canzoni come maestri e di strumenti che di servi.» Discutendo dei contributi di Gregory al gruppo, Farmer scrisse di «una precisione e correttezza che traspare dai suoi assoli di chitarra alla sua enciclopedica conoscenza delle chitarre e di chi suonava-cosa-su-quale-strumento-con-quale-amplificatore-in-quale-studio-su-quale-disco-sotto-influenza-di-quale-segno-zodiacale-stella-o-guru-o-droga.»
Terry Chambers era il batterista originale del gruppo. È stato descritto da Partridge come «il [batterista] che è stato il più primitivo, ma probabilmente anche il più elettrizzante per l'inventiva, perché avrebbe sbagliato solo su [idee diverse].» Una delle sue caratteristiche era l'uso della "hi-chat chokes", una tecnica di percussione della drum machine. Dopo la sua partenza nel 1983, il gruppo impiegò una serie di batteristi turnisti per le loro registrazioni in studio. Ciò includeva Pete Phipps (Mummer e The Big Express), Prairie Prince (Skylarking e Apple Venus), Pat Mastelotto (Oranges & Lemons) e Dave Mattacks (Nonsuch). Anche le drum machine iniziarono ad essere incorporate nel suono del gruppo. Nessuno dei batteristi di studio è stato accettato come membro ufficiale della band. Partridge ha spiegato che ciò era dovuto al fatto che il gruppo non era in tournée e perché «Usiamo un linguaggio interpersonale difficilmente comprensibile al di fuori del gruppo ed è molto difficile coinvolgere le persone.»

### Generi e influenze
(Andy Partridge, 1981)
Alla metà degli anni '70, gli XTC si esibivano nelle scene punk londinesi ed erano coerenti con la musica della nuova ondata, sebbene con una forte influenza ska. Partridge sentiva che la loro musica era pop sin dall'inizio, non punk o new wave come spesso viene suggerito, e che i termini in sé sono ridondanti di "pop". Man mano che divennero una band da studio di registrazione, il loro materiale divenne progressivamente più complesso. Successivamente, gli XTC furono talvolta proposti come band progressive pop. Partridge non pensava che la band fosse progressive ed esprimeva esitazioni con questa definizione, dicendo che preferiva chiamare la band "esplorativo pop" allo stesso modo dei Beatles o dei Kinks. Nelle sue parole, il «Prog sono solo canzoni pop più lunghe». Nel corso degli anni successivi, gli XTC iniziarono a mostrare le loro influenze psichedeliche vintage attraverso l'uso del Mellotron e le registrazioni su nastro precedenti agli album Mummer e The Big Express. Nel 1987, ha riconosciuto che il gruppo aveva «davvero cambiato personalità. Non l'abbiamo notato poco a poco ma in dieci anni, improvvisamente, siamo diversi, tutto ciò è fantastico».

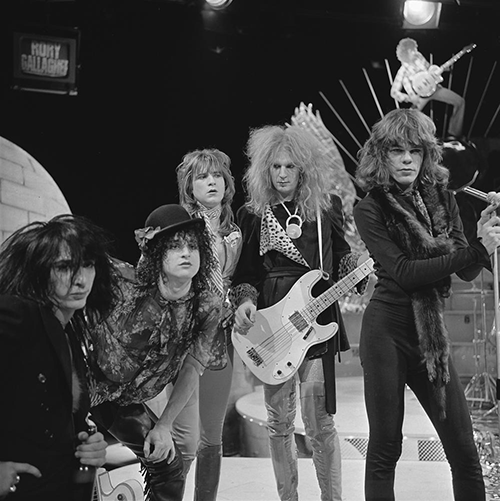
Il modello iniziale di riferimento degli XTC furono i The New York Dolls (qui in una foto del 1973)

Le prime influenze del gruppo includevano disco, dub reggae, music hall, Beatles, Free, The Kinks, Captain Beefheart, The Stooges, The New York Dolls, Cockney Rebel, Motown, Can, David Bowie, Groundhogs, Black Sabbath, e le registrazioni dominate dagli organi di Johnny and the Hurricanes. Il singolo Jet Boy delle New York Dolls era il brano preferito dai componenti degli XTC. Nel 2019 Partridge ha negato l'influenza dei Velvet Underground ma nel 1984 ha espresso entusiasmo per «il suono del pianoforte martellante ripreso da I'm Waiting for the Man, a cose che piacciono ai Beatles o i Rolling Stones che facevano in qualsiasi momento - adoro il pianoforte a banana». Alla maniera di Partridge, Moulding amava i gruppi heavy metal come Black Sabbath, Uriah Heep e Deep Purple, i Cream e i Free.
Gli XTC inizialmente non rivelarono pubblicamente le loro influenze a causa dell'anatema della scena punk contro l'affermazione di una persona. Lo scrittore di Pitchfork, Chris Dahlen, descrisse il suono originale della band come il punk che incontra «Buddy Holly-sotto-le-anfetamine [...] abbastanza ballabile per la folla nei club, e sospettosamente ammiccante grazie alle melodie orecchiabili e al loro marchio di fabbrica verso-coro-verso-coro-finale». Partridge affermò di aver adottato quello stile vocale per «paura che non avremmo fatto un altro disco [...] e che alla gente non sarebbe rimasta alcuna impressione del cantante». Lo descrisse come un "tricheco" o "corteccia di foca" che univa il "singhiozzo" di Buddy Holly, il vibrato di Elvis Presley e «i manierismi ululati di Steve Harley». In riferimento all'energia trascinante delle esibizioni della band (che attirava paragoni con i Talking Heads), Partridge ha ricordato che "«eravamo soliti dare tutto sul palcoscenico. Penso che fosse dovuto alla paura. Era paura manifestata in musica eseguita ridicolmente ad alta energia. Era come arrivare al 1000%, stupendo! Tutte le canzoni sono state eseguite insieme ed è stata davvero una questione di tempo ulteriore». Secondo Moulding, «qualsiasi parentela [che gli XTC avevano] con il punk» era sparita dopo Life Begins at the Hop influenzato dal Motown del 1979 e dalla surf music.
Della sua tecnica chitarristica, Partridge ha detto che fu un'evoluzione dal suo desiderio di essere un batterista, di «tagliare e tagliare e provare a lavorare tra quello che facevano i tamburi, in primis così che potessi essere ascoltato, e quindi perché mi piaceva il funk e mi interessava lavorare negli spazi lasciati vuoti dai tamburi». Fu particolarmente influenzato da John French, il batterista della Magic Band di Captain Beefheart, sebbene non gli piacesse che il ritmo del batterista avrebbe cambiato ogni schema. Gregory attribuì i loro pattern di batteria non ortodossi all'affinità di Partridge per la dub music e il reggae; «Ha un grande senso innato del ritmo. Dirà 'No, non mettere quel ritmo lì, perché non scendi in 3 invece di 2 in questa parte qui?' [...] Non ha mai collocato [il fragore dei piatti] dove ti aspetteresti di trovarli». Il produttore Chris Hughes ha paragonato la moda del gruppo di suonare la chitarra a un sequencer musicale automatizzato.
La versione del 1968 di Bluebirds over the Mountain dei Beach Boys fu uno dei primi dischi acquistati da Partridge con i suoi soldi. Anche se si presume che i Beach Boys abbiano influenzato ampiamente gli XTC durante la loro carriera, Partridge dichiarò che in origine aveva familiarità solo con singoli come I Get Around (1964) e Good Vibrations (1967) che avevano esercitato un'enorme influenza su di lui. Fu solo nel 1986 che scoprì che i Beach Boys avevano una carriera da album, quando sentì per la prima volta Smiley Smile (1967) per intero. Moulding ha accreditato l'arrivo di Dave Gregory con il rilancio dell'interesse di Partridge per le band degli anni '60 come i Kinks. Tuttavia, Partridge allo stesso modo conosceva i Kinks solo attraverso i singoli del gruppo degli anni '60 e non ascoltò nessuno dei loro album fino alla fine degli anni '80. Partridge affermò anche che «i Beatles erano la cosa più lontana dalla mia mente» fino al 1982; in un'altra occasione dichiarò che l'accordo di apertura sul singolo degli XTC del 1978 This Is Pop? era direttamente basato sull'accordo di apertura di A Hard Day's Night dei Beatles (1964).
Discutendo della registrazione del brano Ladybird dell'album Mummer, Partridge ha ricordato di aver detto al produttore Steve Nye che aveva paura che la gente pensasse che stesse copiando i Beatles, a cui la risposta di Nye era "Chi se ne importa?" Partridge disse che «da quel momento in poi, ho iniziato a riconoscere che quei cantautori - i Ray Davies, i Lennon e McCartney, i Brian Wilson - mi erano entrati in testa davvero profondamente». In seguito considerò Rook (1992), Wrapped in Grey (1992) e Easter Theater (1999) come le "canzoni perfette" della sua carriera, sentendo di aver «esorcizzato un sacco di quelle composizioni dei sodalizi Lennon-McCartney, Bacharach-David. Brian Wilson esorcizzò i fantasmi della mia maniera di pensare facendo tutto questo». Secondo quanto riferito, quando Brian Wilson ebbe modo di ascoltare Pale and Precious dei The Dukes of Stratosphear, un "pastiche" dei Beach Boys inserito nell'album Psonic Psunspot, pensò che fosse modellato alla maniera di Paul McCartney.

## Liricismo e cultura inglese
(John Harris, 2010)
Gli XTC sono noti per il loro essere "british". Partridge ha negato che ciò fosse consapevole da parte sua: "Non provo ad essere inglese. Immagino perché sono inglese, viene fuori inglese. Ma non mi siedo e penso: "Perbacco, posso mettere un vestito logoro della Union Jack, Mary?" Il critico musicale britannico John Harris identificò le composizioni di Partridge come all'interno dello stesso "lignaggio" della canzone inglese rurale inventata da Ray Davies dei Kinks e seguita da Jam, The Specials, e inoltre "decine di gruppi punk semi-dimenticati e nuove band new wave", gli Smiths e, nella metà degli anni '90, il Britpop. Secondo Partridge, la band "non è mai andata oltre Swindon". Ha anche sentito dire che gli XTC sono descritti come "pastorale" e, per lui, è stato un complimento: "Pastorale" per me significa essere più in contatto con il paese che con la città, come penso che siamo. Londra mi dà i nervi." Liricamente, ha citato Ray Davies, John Lennon e Paul McCartney come le sue più grandi influenze.
Secondo il biografo Neville Farmer, Partridge e Molding tendevano a scrivere di "aspetti più generali delle loro vite e dei loro atteggiamenti". Farmer ha aggiunto che "Colin e Andy gestiscono le questioni politiche o religiose con sottigliezza. Se hanno un'idea di qualcosa, lo dicono chiaramente. Non sono più imbarazzati per la loro visione del mondo di quanto Andy sia per la sua vita sessuale. Questo li rende facili obiettivi di critiche." Per Partridge, altri argomenti popolari includevano la carenza finanziaria, i lavori in fabbrica, personaggi dei fumetti, marineria, guerra e rituali antichi. Si descriveva un ateo e disse che non si interessò alla politica fino al 1979 circa, quando votò per Margaret Thatcher "semplicemente perché era una donna. Ero molto ingenuo. Ora sono rimasto molto a sinistra".

## Riconoscimenti e tributi
(Stephen Thomas Erlewine, AllMusic, 2017)
Gli XTC sono stati considerati tra i progenitori del Britpop, fornirono influenze disparate su band di power pop come Jellyfish e The Apples in Stereo, e hanno anticipato le band pop indie e art rock del primo decennio del XXI° secolo. Hanno anche ispirato tribute band, album tributo, convention di fan e siti di fan. Dave Gregory ha affermato di essere diventato consapevole della "enorme" influenza degli XTC sulle band americane attraverso le sue interazioni con i musicisti alla fine degli anni '80. Gli XTC ebbero anche un'influenza significativa e un seguito di culto in Giappone. Alla fine degli anni '80, furono supportati da tre fanzine dedicate in altrettanti paesi.

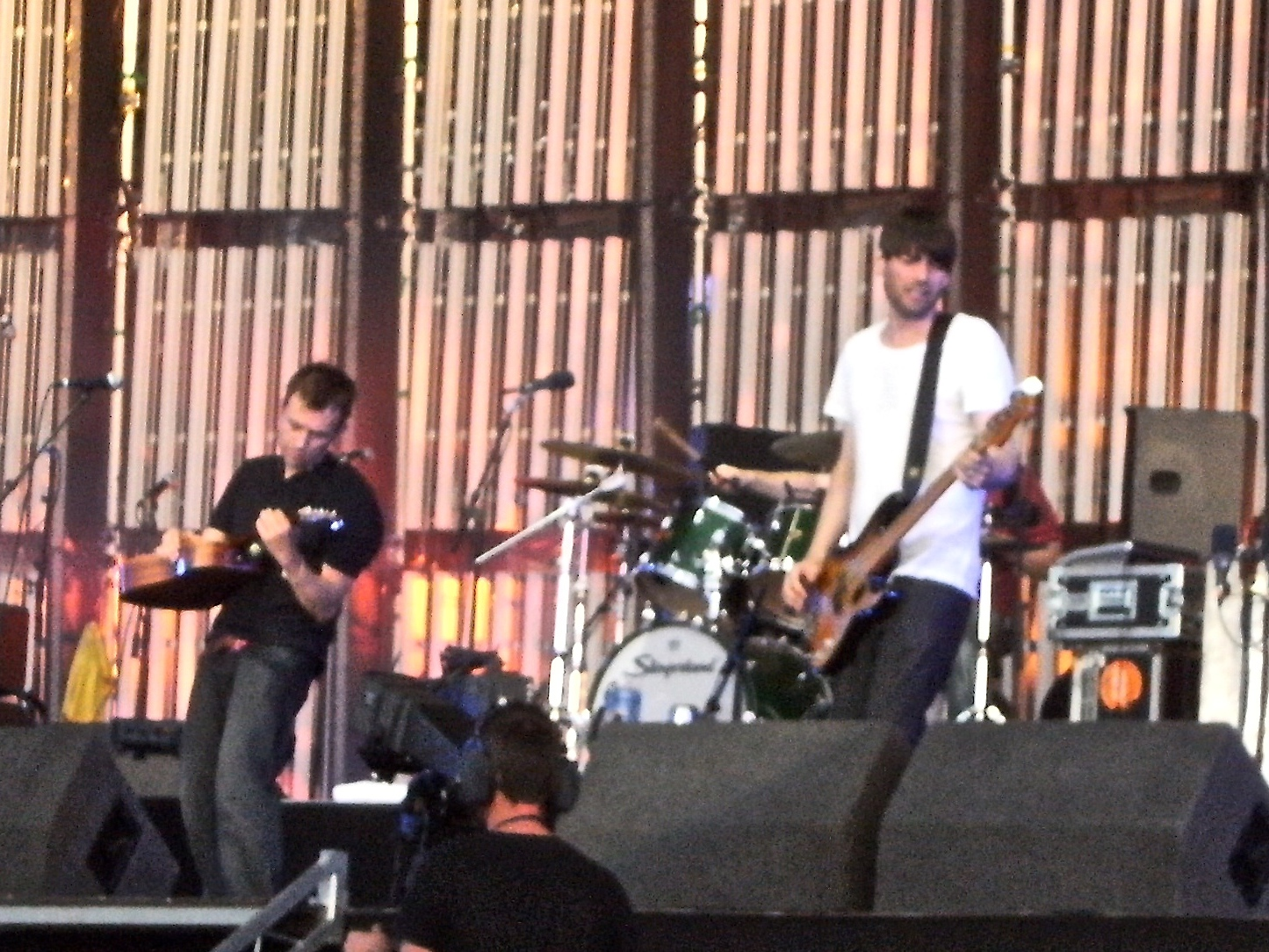
Tra i gruppi di Britpop degli anni '90, gli XTC hanno influenzato anche i Blur (qui in una foto del 2009).

La band viene spesso paragonata reverenzialmente agli atti degli anni '60 come The Who, i Kinks e, più frequentemente, i Beatles. In un articolo del 1991 incentrato su una rinascita di gruppi del power pop, i membri di Jellyfish and the Posies riflettevano che erano attratti dagli artisti degli anni '60 a causa della musica degli anni '80 che influenzarono. Come diceva Jon Auer dei Posies: «la nostra sessualità anni '60 è in realtà l'inizio degli anni '80, una sensibilità pop che deriva dall'ascolto di Squeeze e XTC.» Gruppi come Kula Shaker, Shamen e Stone Roses reclutarono l'ingegnere John Leckie principalmente a causa della sua fama avuta come produttore per i dischi psichedelici retrò dei The Dukes of Stratosphear. Secondo Neville Farmer, il nome XTC ha ispirato i nomi di U2, REM e INXS. La band giapponese Seagull Screaming Kiss Her Kiss Her prende il nome dalla canzone con il titolo uguale degli XTC pubblicata su The Big Express. Peter Gabriel ha dichiarato: «Ho sempre ammirato gli XTC per la loro scrittura creativa, la produzione innovativa e il senso dell'umorismo. È la loro forte miscela di personalità che li rende una delle più grandi band britanniche.»
Discutendo della relativa oscurità della band e della mancanza di successo finanziario, Schabe ha affermato che «è difficile giustificare le affermazioni di grandezza senza cercare di capire esattamente perché non sono mai riusciti a superare lo status di band di culto. Il rispetto e il riconoscimento sono la vera convalida di tali affermazioni.» Andy Partridge ha definito la band «silenziosa ma influente» e ha pensato che la decisione di abbandonare il tour «abbia sicuramente influenzato in seguito la nostra popolarità.» Schabe non era d'accordo sul fatto che la mancanza di tournée avesse avuto effetti e scrisse che «gli XTC hanno sofferto più del lecito dall'azione delle forze industriali di quanto non abbiano fatto per non aver trovato un pubblico tra circa i quarantenni e i sessantenni di età», il che era "rassicurante" per lui, poiché pensava che il gruppo si riferisse solo agli «smanettoni di computer». Nell'edizione del 1981 del Rolling Stone's Book of Rock Lists, gli XTC si classificarono al numero 15 per la sua lista delle "17 Loudest Bands in the World", davanti ai Queen e ai Kiss.
Gli XTC erano l'unico gruppo oltre agli Stranglers ad emergere dalla scena punk con un tastierista. Il giornalista Steven Hyden scrisse che il loro stile chitarristico tra il pop e il post-punk divenne popolare nei primi anni del nuovo secolo tra gruppi come i Kaiser Chiefs, Franz Ferdinand, Hot Hot Heat e Bloc Party. Durante il decennio, c'è stata una rivalutazione del post-punk: Shabe scrisse che quella rivalutazione «hanno portato gli XTC a essere venerati in associazione con i pionieri di quell'epoca.» Il musicologo Alex Ogg ha elencato gli XTC come uno dei numerosi eventi "non rispettati" in la storia del post-punk, mentre Eric Klinger di PopMatters ha postulato: «Potresti non sentire parlare di band che parlano di XTC come una grande influenza sul modo in cui parlano, diciamo, Gang of Four, ma erano sicuramente nel calderone diventato in seguito la musica che doveva venire.»

### Accoglienza britannica
Nonostante il loro essere tipicamente "british", la base di fan del gruppo è stata concentrata più negli Stati Uniti che nel Regno Unito. Si sono rifiutati di conformarsi alla semplicità del punk, un punto che la stampa britannica inizialmente ha criticato. Partridge credeva che «stavamo provando a spingere la musica in una nuova area. E così abbiamo dovuto subire le imbragature e le frecciate dal nome scandaloso perché ci siamo rifiutati di suonare solo stupidate.» Ha ricordato che quando ha suonato in una jam session con gruppi punk alla fine degli anni '70, il batterista degli X-Ray Spex gli urlò: «Oh, sai suonare, vero? Oh, ascoltalo, sa suonare.» Nel 1988, lo scrittore Chris Hunt osservò che «Gli XTC non hanno ampiamente trovato favore nella loro patria: per una nazione che giudica il successo in termini di copertura dei tabloid e apparizioni in Top of the Pops, i bardi in pensione della vecchia Inghilterra rurale non hanno davvero stretto un accordo con il pubblico che compra dischi. Gli XTC erano appena diventati troppo strani per la loro visione.» Il musicista e giornalista Dominique Leone ha sostenuto che «gli XTC meritavano più di quanto abbiano mai ottenuto. Dalla stampa, dal pubblico, dalla loro etichetta e da vari manager, è stata una band tragicamente sottovalutata in tutti i sensi.»
Swindon non aveva una scena musicale rispettabile come altri luoghi in Gran Bretagna. Partridge ha citato le origini del gruppo come la ragione principale della loro cattiva reputazione: «se fossimo venuti da una grande città come Londra o Manchester, probabilmente saremmo stati annunciati come più divini.» In un'altra intervista, ha suggerito che sia le origini delle loro piccole città sia il sistema di classe britannico erano motivi di mancanza di apprezzamento nel loro paese natale: «Gli XTC erano intelligenti e venivano da Swindon, quindi eravamo una schifezza [...] Ero sempre geloso di band come i Talking Heads, che facevano cose simili a noi ma erano di New York, e quindi fighi. Ma agli inglesi non piacciono le persone normali che fanno cose intelligenti.» Ricordava che al gruppo era stato consigliato dai loro primi dirigenti di cambiare accento e negare le loro origini di Swindon, ma «abbiamo pensato che arrivare da Swindon fosse un distintivo d'onore, proveniente dalla città dei commedianti.»

## Formazione
Componenti principali
- Andy Partridge – voce, chitarre (1972–2006)
- Colin Moulding – voce, basso (1972–2006)
- Terry Chambers – batteria (1972–1982)
- Barry Andrews – tastiere, voce di supporto (1976–1978)
- Dave Gregory – chitarre, tastiere, voce di supporto (1979–1998)

Primi componenti (prima del 1975 nelle formazioni Star Park ed Helium Kidz)
- Dave Cartner – chitarre (1972–1974)
- Nervous Steve – basso (1972)
- Paul Wilson – batteria (1972)
- Steve Hutchins – voce (1974–1975)
- Jon Perkins – tastiere (1975–1976)

Timeline

## Discografia

### Album in studio
- 1978 – White Music
- 1978 – Go2
- 1979 – Drums and Wires
- 1980 – Black Sea
- 1982 – English Settlement
- 1983 – Mummer
- 1984 – The Big Express

- 1985 – 25 O'Clock (come The Dukes of Stratosphear)
- 1986 – Skylarking
- 1987 – Psonic Psunspot (come The Dukes of Stratosphear)
- 1989 – Oranges & Lemons
- 1992 – Nonsuch
- 1999 – Apple Venus Volume 1
- 2000 – Wasp Star (Apple Venus Volume 2)

### Raccolte, strumentali, demo e live
- 1980 – Take away / The Lure of Salvage (come Mr. Partridge)
- 1982 – Waxworks: Some Singles 1977-1982
- 1982 – Beeswax: Some B-Sides 1977-1982
- 1985 – The Compact XTC
- 1987 – Chips from the Chocolate Fireball (come The Dukes of Stratosphear)
- 1990 – Explode Together: The Dub Experiments 78-80
- 1990 – Rag & Bone Buffet: Rare Cuts & Leftovers
- 1992 – BBC Radio 1 Live in Concert
- 1994 – Drums and Wireless: BBC Radio Sessions 77-89

- 1996 – Fossil Fuel: The XTC Singles 1977-1992
- 1997 – Upsy Daisy Assortment: The Sweetest Hits
- 1998 – Transistor Blast: The Best of the BBC Sessions
- 1999 – Homespun: The Apple Venus Volume One Home Demos
- 2001 – Homegrown
- 2002 – Coat of Many Cupboards
- 2002 – Instruvenus
- 2002 – Waspstrumental
- 2005 – Apple Box

### EP
- 1977 – 3D EP
- 1978 – Go+ incluso nella prima edizione di Go2, ristampato con Take Away - The Lure of Salvage su Explode Together: The Dub Experiments 78-80
- 1981 – Live & More EP uscito solo in Giappone

- 1981 – 5 Senses EP uscito solo in Canada
- 1992 – Demo Tracks uscito solo in Giappone
- 1994 – A Hello Selection stampato in edizione limitata riservata ai membri del They Might Be Giants Hello Recording Club

### Singoli
- 1977 – Science Friction
- 1978 – Statue of Liberty
- 1978 – This Is Pop?
- 1978 – Are You Receiving Me?
- 1979 – Life Begins at the Hop (#44 UK)
- 1979 – Making Plans for Nigel (#17 UK)
- 1980 – Ten Feet Tall uscito solo negli Stati Uniti
- 1980 – Wait Till Your Boat Goes Down
- 1980 – Generals and Majors (#32 UK)
- 1980 – Towers of London (#31 UK)
- 1980 – Take this Town
- 1980 – Sgt. Rock (Is Going to Help Me) (#16 UK)
- 1981 – Love at First Sight uscito solo negli Stati Uniti e nel Canada
- 1981 – Respectable Street
- 1982 – Senses Working Overtime (#10 UK)
- 1982 – Ball and Chain (#58 UK)
- 1982 – No Thugs in Our House
- 1983 – Great Fire

- 1983 – Wonderland
- 1983 – Love on a Farmboy's Wages (#50 UK)
- 1984 – All You Pretty Girls (#55 UK)
- 1984 – This World Over (#99 UK)
- 1985 – Wake Up (#94 UK)
- 1986 – Grass (#100 UK)
- 1987 – The Meeting Place (#100 UK)
- 1987 – Dear God (#99 UK, #15 Billboard Rock Album Tracks Chart)
- 1989 – The Mayor of Simpleton (#46 UK, #1 USA Modern Rock, #72 USA Hot 100)
- 1989 – King for a Day (#82 UK, #11 USA Modern Rock)
- 1989 – The Loving
- 1992 – The Disappointed (#33 UK)
- 1992 – The Ballad of Peter Pumpkinhead (#71 UK)
- 1992 – Wrapped in Grey (ritirato dal commercio)
- 1999 – Easter Theatre
- 1999 – I'd Like That
- 2000 – I'm the Man Who Murdered Love
- 2005 – Where Did the Ordinary People Go? (diffuso soltanto via Internet)

## Filmografia
Nel corso della loro carriera gli XTC sono apparsi in quattro documentari e girarono 26 video musicali: 23 con il loro nome, 2 con quello fittizio "The Dukes of Stratosphear" e uno in cui appaiono come ospiti d'onore. È da rilevare che ai membri del gruppo la loro casa discografica non consentì qualsiasi impulso creativo né tantomeno di firmare la regia dei video, con la sola eccezione del brano The Mole from the Ministry. Undici video musicali vennero pubblicati in una VHS dal titolo Look Look: A video compilation. A tutt'oggi non sono mai stati ristampati in DVD.

### Film documentari
- 1980 – XTC at the Manor (contiene interviste e la finta session di registrazione del brano "Towers of London")
- 1982 – Urgh! A Music War (contiene una performance dal vivo del brano "Respectable Street")
- 1984 – XTC Play at Home (contiene interviste e video promozionali)
- 2017 – XTC: This is Pop (contiene interviste, materiale d'archivio e animazioni)

### Video musicali
- 1977 – Science friction
- 1978 – Statue of Liberty
- 1978 – This Is Pop?
- 1978 – Are You Receiving Me?
- 1979 – Making Plans for Nigel
- 1979 – Life Begins at the Hop
- 1980 – Towers of London
- 1980 – Generals and Majors
- 1981 – Respectable Street
- 1982 – Ball and Chain
- 1982 – All of A Sudden (It's Too Late)
- 1982 – Senses Working Overtime
- 1983 – Funk Pop A Roll
- 1983 – Love on a Farmboy's Wages

- 1983 – Wonderland
- 1984 – All You Pretty Girls
- 1985 – The Mole from the Ministry (come The Dukes of Stratosphear)
- 1986 – Grass
- 1987 – Dear God
- 1987 – The Meeting Place
- 1987 – You're a Good Man Albert Brown (Curse You Red Barrel) (come The Dukes of Stratosphear)
- 1989 – Spirit of the Forest (figurano come ospiti)
- 1989 – Mayor of Simpleton
- 1989 – King for a Day
- 1992 – The Ballad of Peter Pumpkinhead
- 1994 – The Disappointed

### Annotazioni
1. ↑  Il lavoro solista di Partridge viene immesso solitamente nella discografia ufficiale degli XTC poiché anche se nessun altro membro della band è stato coinvolto nella realizzazione dell'album, lo stesso Partridge in diverse dichiarazioni rilasciate sull'account Twitter ufficiale del gruppo non lo considera un lavoro da solista. La Virgin Records respinse la sua richiesta di pubblicarlo a nome del gruppo poiché ciò avrebbe causato la rescissione immediata del loro contratto discografico.
2. ↑  Alla domanda di un giornalista su quale fosse la canzone preferita degli Spandau Ballet, Partridge rispose: «Li vedevo spesso alla televisione e avrei voluto prenderli a calci direttamente sul palcoscenico. Come osa la televisione forzarmi a guardare una tale schifezza?! Avevano testi spaventosi! Suonavano musica spaventosa! La band peggiore tra le mie preferite nella storia dell'umanità! Erano soltanto un gruppo di banchieri, per l'amor di Dio!»
3. ↑  Un'altra considerazione di Partridge riguardava l'antipatia del movimento punk nei confronti della musica pop del passato: «Un vero e proprio genere da rinnegare, ridicolo e piuttosto brutto».
4. ↑  Jeremy Lascelles affermò: «Ho detto, Andy, hai già scritto questa canzone, è un'altra canzone dei Beach Boys, un'altra canzone dei Beatles [...] Non si stava davvero sforzando, era bello ma un po' troppo comodo. Io gli feci notare che non gli piaceva e non li ho suonati con nessun altro gruppo, ma la cosa non gli importava un granché.» Nel ricordo di Partridge, il direttore musicale lo minacciò sul fatto che la Virgin avrebbe rescisso unilateralmente il contratto discografico se la band non avesse pubblicato un album composto «da almeno dodici singoli che avessero la garanzia di entrare nella classifica dei Top Ten britannici», e ha osservato che questo atteggiamento ha tenuto il gruppo col morale alto durante la registrazione dell'album; i componenti della band si sono rifiutati di riscrivere testi e musiche, ritenendo che quelle canzoni fossero tra le più belle che avevano scritto.
5. ↑  Si definiva come il "caposaldo" del gruppo ed esprimeva risentimento «per il fatto che gli altri tre, inevitabilmente, sarebbero andati in giro a visitare la città mentre sarebbero stati necessari dei sosia babbioni per le interviste radiofoniche, televisive e sulle riviste musicali». Moulding disse che era «felice che ne parli tu stesso.»
6. ↑  Occasionalmente, Partridge iniziò a registrare le parti di basso, come nei brani dei Dukes of Stratosphear What in the World??... di Moulding e Vanishing Girl, tuttavia in quei casi l'intervento risultava inutile a causa di problemi logistici durante le registrazioni.
7. ↑  Partridge ha commentato: «C'è molto di mio, "Andy deve essere terribile in studio" [scritto su Internet]. Io non lo sono, sono un fottuto signore!". Ha anche detto che gli unici produttori con i quali ebbe problemi furono Todd Rundgren per Skylarking e Gus Dudgeon per Nonsuch.
8. ↑  Il pensiero di Partridge sui produttori della band era visto come una sorta di «imbuto attraverso il quale poter comunicare con gli altri membri del gruppo [...] Se proviene da una persona estranea accetteranno [i consigli], ma non altrettanto da un loro componente.»
9. ↑  Durante le sessioni di registrazione degli album Drums and Wires e Black Sea, Gregory fece dei tentativi di presentare una canzone originale composta da lui, ma venne respinta per il fatto che era troppo sonigliante agli Steely Dan.

### Fonti e riferimenti
1. ↑  (EN) XTC: Ninjas of the Mundane (PDF), su chalkhills.org, Rolling Stone, 20 aprile 1989. URL consultato il 18 ottobre 2019.
2. ↑  Rachel, 2014, p. 200.
3. ↑  Tworney, 1992.

### In inglese
- Chris Twomey, XTC: Chalkhills and Children - The definitive biography, Londra, Omnibus Press, 1992, ISBN 9780711927582.
- Neville Farmer, XTC: Song Stories: The Exclusive Authorized Story Behind the Music, Londra, Helter Skelter Publishing, 1998, ISBN 190092403X.
- Chris Twomey, XTC: Chalkhills and Children - The definitive biography (revised & updated), Londra, Omnibus Press, 2002.
- Jim DeRogatis, Turn on Your Mind: Four Decades of Great Psychedelic Rock, Hal Leonard Corporation, 2003, ISBN 978-0-634-05548-5.
- George Gimarc, Punk Diary: The Ultimate Trainspotter's Guide to Underground Rock, 1970-1982, Backbeat Books, 2005, ISBN 978-0-87930-848-3.
- Paul Myers, A Wizard, a True Star: Todd Rundgren in the Studio, Jawbone Press, 2010, ISBN 978-1-906002-33-6.
- Daniel Rachel, The Art of Noise: Conversations with Great Songwriters, St. Martin's Press, 2014, ISBN 9781466865211.
- Todd Bernhardt, Complicated Game: Inside the Songs of XTC, Jawbone Press, 2016, ISBN 978-1-908279-78-1.

### In italiano
- Vittorio Azzoni, XTC, Milano, Gammalibri, 1986, ISBN non esistente.
- Paolo Bertrando, XTC - Testi con traduzione a fronte, Roma, Arcana Edizioni, 1992, ISBN non esistente.
- Massimiano Bucchi, A school guide to XTC, Stampa Alternativa, 1999, ISBN non esistente.

### In francese
- Philippe Bihan, XTC - Art sonique et vieilles querelles, Éditions Alternatives et Paralleles, 1999, ISBN non esistente.